# Благовіщенський собор Казанського кремля
Благовіщенський собор Казанського кремля — видатний пам'ятник світової архітектури XVI століття.
З 1552 по 1918 роки Благовіщенський собор був кафедральним храмом Казанської єпархії (нині кафедральним є Микільський собор по вул. Баумана), тут віками здійснювалися рукоположення священиків, а з кінця XIX ст. і хіротонії єпископів (тут були висвячені в єпископський сан Антоній (Храповицький), Андрій (Ухтомський)).
Благовіщенський собор Казанського Кремля — самий віддалений зразок псковської архітектурної школи і найдавніший зі збережених пам'яток історії та архітектури в ансамблі Кремля та міста. Хрестово-купольний, з п'ятьма главами, розташованими на шести стовпах і трьома вівтарним апсидами собор спочатку відтворював планування і вигляд Успенського собору Московського кремля, підкреслюючи новий статус Казані. В подклеті собору знайшли упокоєння багато казанських архіпастирів, тобто Благовіщенський собор для Казанського краю мав те ж значення, що і Різоположенський собор для Московського кремля.
Незважаючи на пізніші реконструкції, споконвічний псковський стиль собору прочитується в смузі типово псковського орнаменту, що оперізує підстава центральної глави, і аркатурному поясі, прикрашає апсиди.

## Історія

### XVI століття
Спочатку на місці кам'яного собору була зведена дерев'яна церква, освячена 6 жовтня 1552 року на честь Благовіщення Пресвятої Богородиці. Три роки потому була заснована Казанська єпархія, на нову кафедру з возведенням у сан архієпископа був призначений ігумен Селіжаровського монастиря Гурій Руготин. Маленька дерев'яна церква вже не могла служити центром єпархії, що охоплювала величезну територію, включаючи Сибір. Тому, через 9 років, у 1561 році, за указом царя Івана Грозного з Пскова прибули 80 мулярів на чолі з Постніком Яковлєвим та Іваном Ширяєм на прізвисько Барма, будівельниками Собору Василя Блаженного. Храм будували з волзького вапняку, камінь добували на протилежному, високому березі Волги. 15 серпня 1562 року храм був освячений первосвятителем казанським Гурієм.
Новий білокам'яний хрестовокупольний в плані собор спочатку мав у довжину 18 сажень, завширшки 7 сажень 2 аршини, майже у 2 рази менше сучасного храму, що збільшився в результаті кількох реконструкцій. Стіни мали кілеподібними завершення і закінчувалися закомарами. Звід спочивав на 6 круглих, як в Успенському соборі Московського кремля, стовпах. Замість традиційних вітрильних переходів центральний купол підтримували тромпи.
Куполи собору в XVI столітті мали шоломоподібну форму. Наприкінці XVI століття до храму були прибудовані бічні приділи: північний в ім'я святих Петра і Февронії муромських та південний в ім'я святих князів Бориса і Гліба, сполученими папертю, яка огинала центральний кубоподібний об'єм собору.

### XVII століття
У 1694 році вузькі вікна Благовіщенського собору були розширені.
За свою багатовікову історію собор неодноразово горів — в 1596, 1672, 1694, 1742, 1749, 1757 роках. У 1742 році мощі Св. Гурія навіть виносилися за канал Булак. Незважаючи на пожежі зберігся фрагмент стародавнього фрескового живопису, яким був прикрашений весь храм в XVI—XVII століттях — це образ Казанської Божої Матері у вівтарній апсиді, який був відкритий в ході реставрації в 90-х рр. XX століття.

### XVIII століття
Реставрація 1736 року

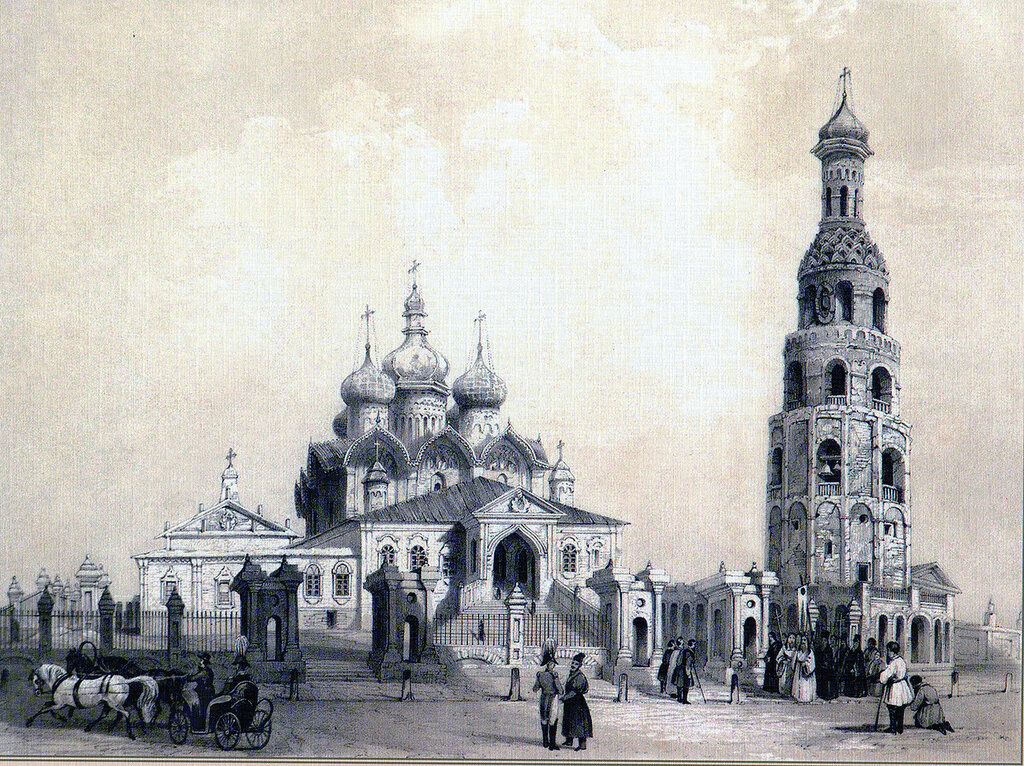
Благовіщенський собор у 1837 р., літографія Е. Турнереллі

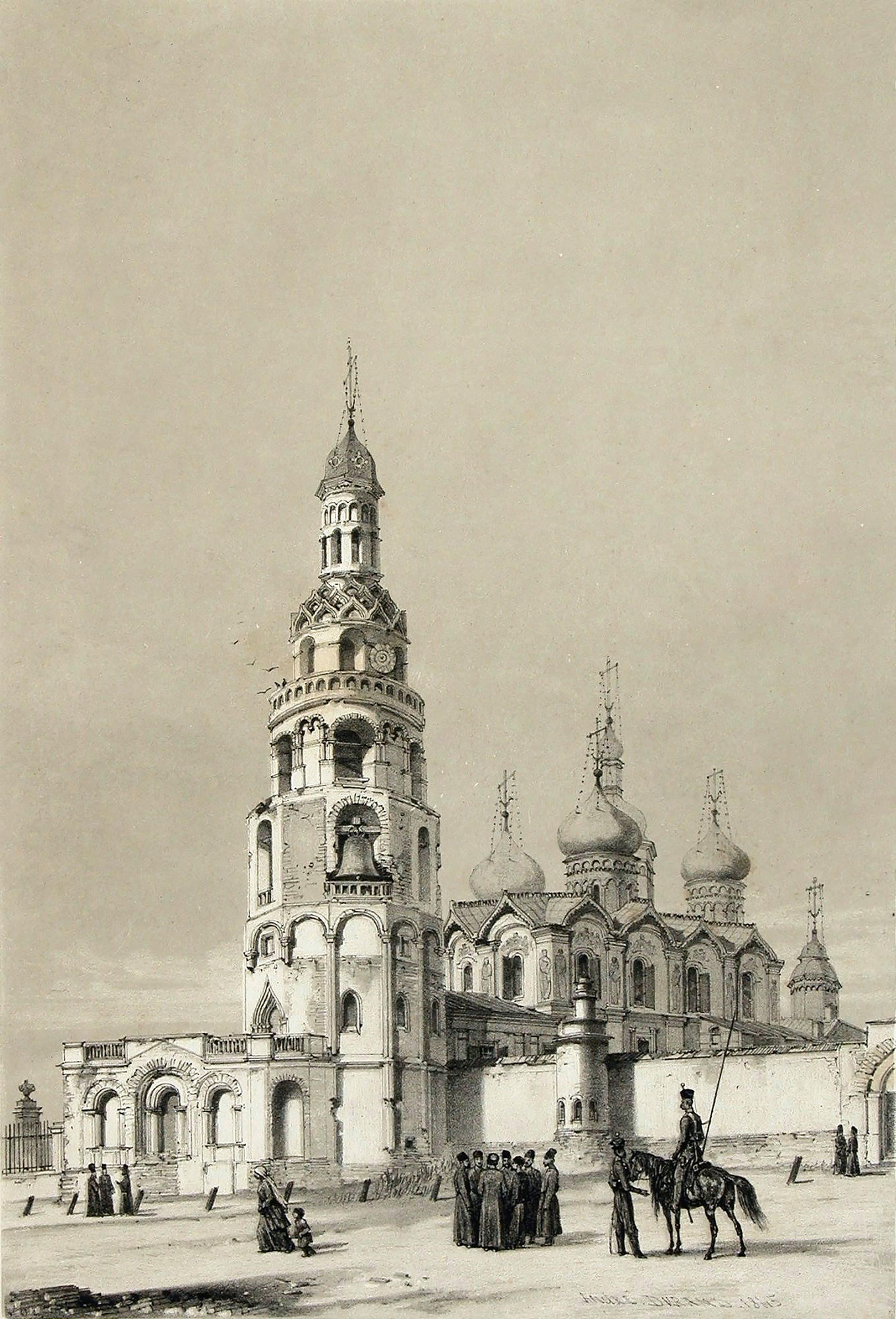
Благовіщенський собор у 1839 р., літографія А. Дюрана

У XVIII столітті ряд переробок змінив вигляд собору.
У 1736 році шоломоподібні куполи були замінені на цибулинні, а центральний купол отримав завершення у стилі українського бароко, так звана «баня»; із західного боку собору прибудували одноповерхову трапезну і ґанок зі сходами. У такому вигляді собор зображений на гравюрах В. Турина, А. Дюрана, Е. Турнереллі, зроблених до нової реконструкції 1841 року.

### XIX століття
Реставрація 1841 року
Страшна міська пожежа 1815 року, після якого перебудовувався весь центр Казані, сильно пошкодив і Благовіщенський собор, який простояв два роки після пожежі в запустінні. У цій пожежі згорів і весь губернський архів, що зберігався в храмі. Казанський історик Пінєгін так описує цю подію: «3 вересня 1815 року в Казані сталася восьма за рахунком велика пожежа в історії міста, яка знищила 166 вулиць з провулками і в них 1179 будинків. Вигорів кремль і найкращі частини міста. У цій пожежі загинули цінні в історичному відношенні казанські архіви». Див.: Пинегин М. Н. Казань в её прошлом и настоящем. — СПб. 1890.
Реставрацію собору розпочав архієпископ Амвросій (Протасов). Різьбу для нового іконостасу виконав московський майстер Биковський. Забарвлення і позолоту іконостасу виконав московський міщанин Гавриїл Львов. Ікони для нового іконостасу були написані вчителем Казанського народного училища, колезьким реєстратором Василем Степановим Туріним.
19 червня 1821 року відбулося урочисте освячення оновленого храму.
Поруч з собором стояла церква Різдва Христового, збудована за митрополита Казанського Маркелла в 1694 році. До 1821 року храм сильно занепав, у зв'язку з чим технічна комісія запропонувала розібрати церкву і побудувати новий теплий храм. Імператор Микола I, який відвідав Благовіщенський собор 20 серпня 1836 року запропонував на місці Різдвяного храму збудувати нову теплу трапезну Благовіщенського собору, розширивши його на захід. У 1841 році імператор затвердив проект казанського губернського архітектора (1834—1844) Фоми Петонді (1794—1874), за яким собор був розширений на захід, північ і південь, для чого були знесені одноповерхова трапезна і старий ґанок.
Колишні приділи стали частиною головного храму, були збудовані два теплих приділи, відокремлені від головного храму стінами і мали окремі входи. Лівий був освячений на честь Різдва Христового, в пам'ять про розібраний храм XVII століття, а правий — в ім'я Бориса і Гліба. У новій двухсвітній трапезної була влаштована сходи на хори.
З тих пір вигляд собору не змінився, якщо не вважати побудованого за проектом Петонді ґанку собору, знесеного після Жовтневого перевороту, і знищеної більшовиками дзвіниці.
За вказівкою імператора Миколи I були також виділені кошти для відновлення Архієрейського будинку, і вже в 1841 році архієпископ Казанський і Свіяжський Володимир Ужинський переїхав з Воскресенського Єрусалимського монастиря в кремль.
Реставрація 1855 року
24 серпня 1842 року в Казані знову бушувала страшна пожежа, постраждали майже всі міські храми, Петропавлівський собор, згорів комплекс будівель духовної семінарії, семінарія була переведена в будівлю Казанського духовного училища, а училище переведено в Свияжський Успенський монастир. Благовіщенський собор, розширення якого завершилося лише два роки до цього, знову потребував ремонту. Вже через два роки храм був відновлений.
У 1855 році були поновлені ікони в 5-ярусном іконостасі, для чого був запрошений володимирський іконописець Тимофій Гагаєв (через десять років він також поновив іконостас Петропавлівського собору). Чергове поновлення було витримано у візантійському стилі.
Після реконструкції середини XIX століття іконостас виглядав так: у нижньому, місцевому ряду, праворуч від царських врат ікони Господа Вседержителя сидить на престолі Св. Трійці, зішестя Ісуса Христа в пекло і Воскресіння Христового; по ліву — Благовіщення Пресвятої Богородиці, Різдва Христового, Святителя Гурія. Всі ікони були в срібних ризах. На південних і північних дверях були зображені архангели Гавриїл та Михаїл. У другому ярусі 12 свят, а в центрі над бронзовими царськими вратами — Таємна вечеря. У третьому, деісусному ряду в центрі — Вседержитель, по боках майбутні Божа Матір, Іоанн Предтеча і дванадцять апостолів, в четвертому, пророчому ряду в центрі — Знамення Божої Матері і шістнадцять пророків по сторонам; у п'ятому прабатьківському ряду в центрі — Господь Саваот з майбутніми по сторонах праотцями. Іконостас вінчав хрест. Три ікони деісусного ряду іконостасу знаходяться зараз в експозиції Музею образотворчих мистецтв Республіки Татарстан: це древній образ майбутнього апостола Павла XVIстоліття, тонкого одухотвореного листа, і пізніші ікони св. Георгія і св. митрополита Олексія Московського, датуються XVIII століттям, написані також в канонічному стилі, але в досить примітивній провінційній манері.

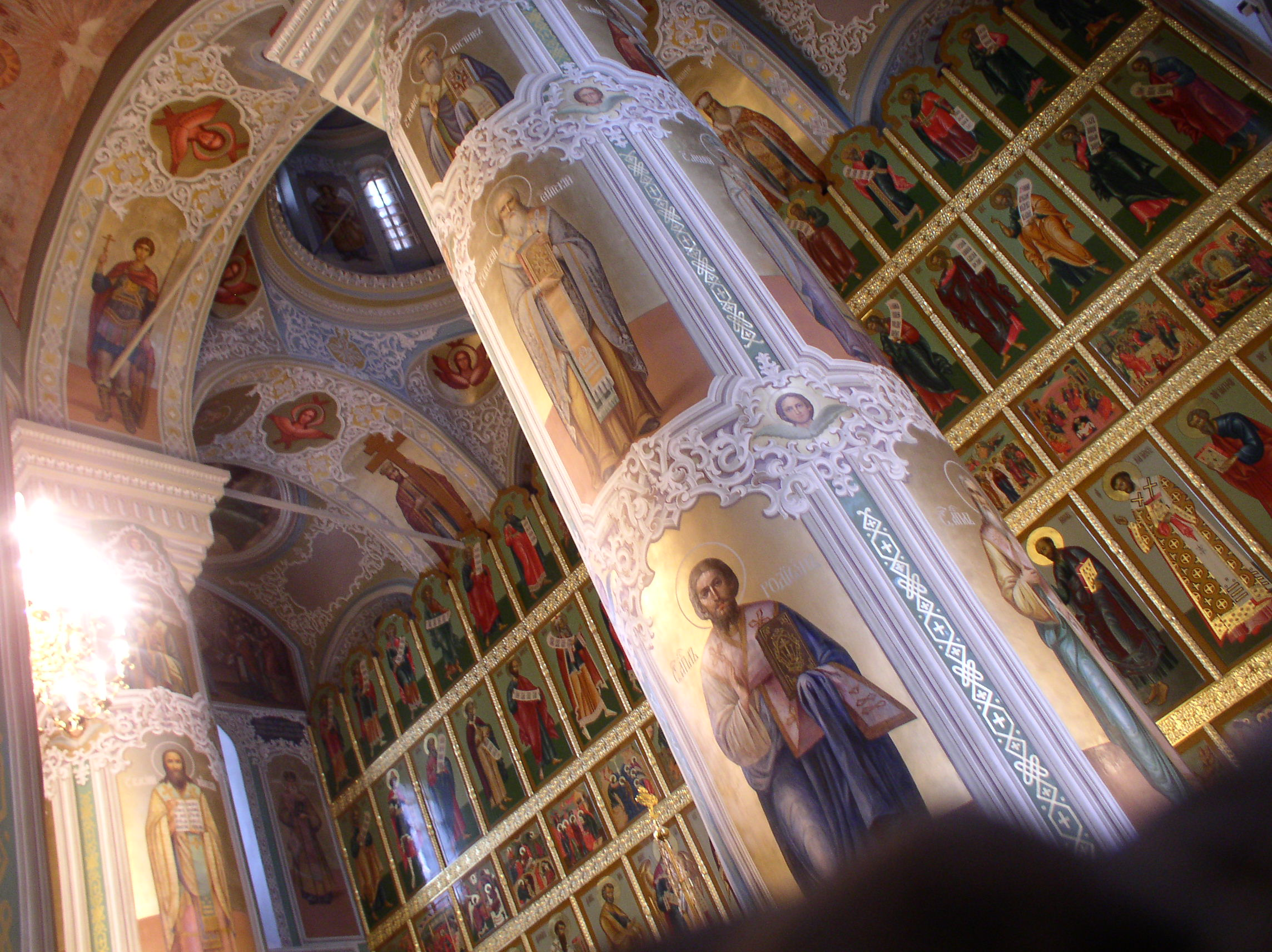
інтер'єр Благовіщенського собору

Розкриті в ході реставрації рубежу XX—XXI століття фрески собору загальною площею кілька тисяч квадратних метрів, були написані артіллю відомого іконописця Вязниковського повіту Володимирській губернії Н. Л. Софонова, який розписав багато храмів у XIX столітті. Найдокладніший план розпису із зазначенням і розташуванням всіх сюжетів склав архієпископ Казанський і Свияжський (з 16 квітня 1867 року по 8 листопада 1879 року) Антоній (Амфітеатров), який особисто контролював роботу артілі.
Зводи нової прибудованої із заходу теплої трапезної частини собору були прикрашені унікальним циклом розписів, пов'язаних з історією Казані. Фрески зображують: віднайдення та прославлення чудотворної Казанської ікони Божої Матері; рукоположення митрополитом Московським Макарієм архієпископа Казанського Гурія; набуття митрополитом Єрмогеном (майбутнім патріархом) святих мощей святителів Гурія і Варсонофія, також на стінах собору зображені святі, яким були присвячені казанські храми, у тому числі свв. Кипріян і Іустинія, Кизичеські мученики, благовірні князі Феодор, Давид і Костянтин.
У 1892 році ключарем, а пізніше і настоятелем храму став протоієрей Андрій Полікарпович Яблоков, випускник Казанської духовної академії, який залишив докладний опис собору.

### XX століття
Реконструкція 1909 року

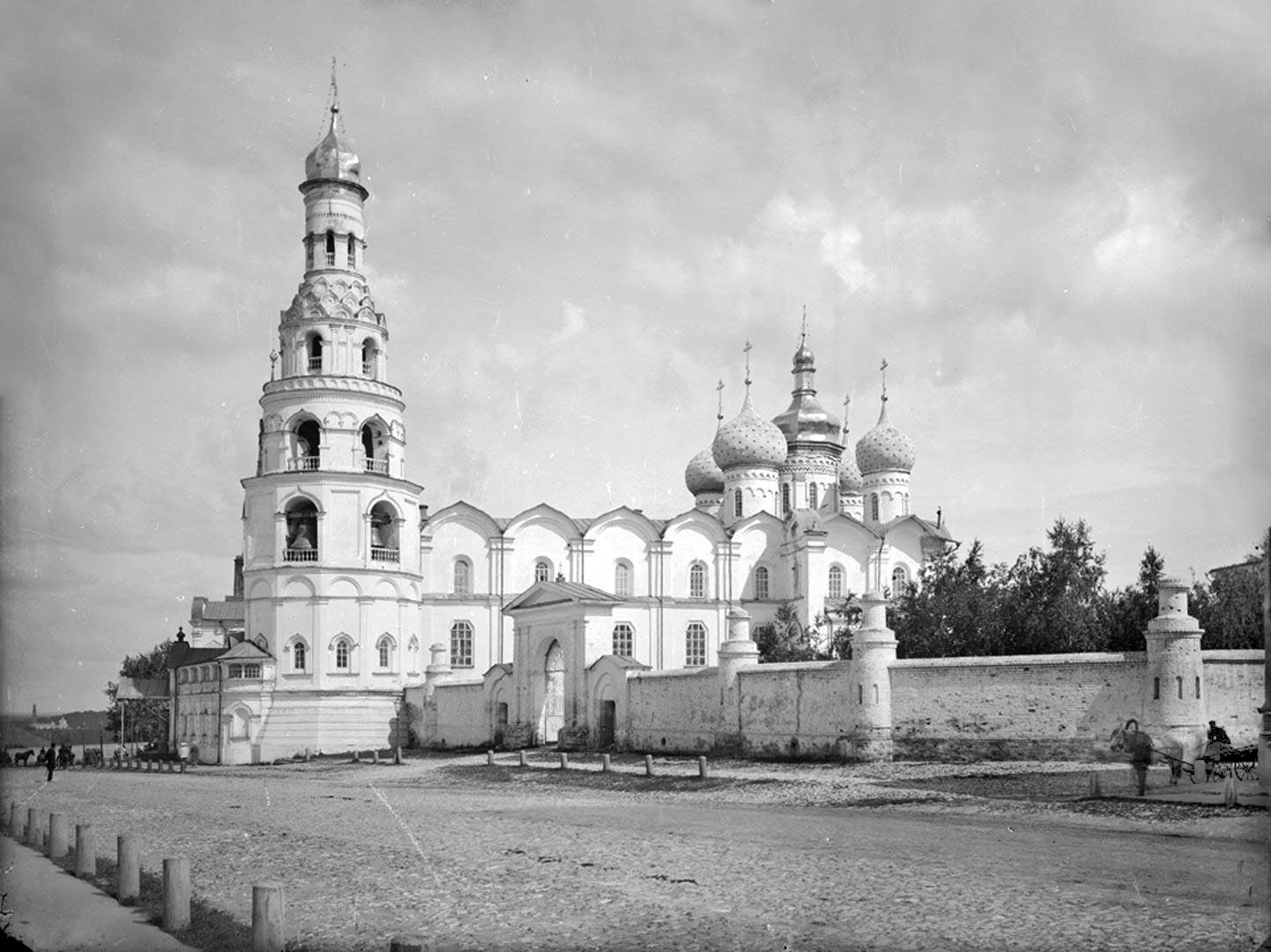
Собор на початку XX століття

Наступна капітальна реконструкція собору була проведена в 1906—1909 рр. За проектом єпархіального архітектора казанського (1894—1912) Федора Миколайовича Малиновського (1864-?) підлога на солеї і у вівтарі була викладена візерунчастою мармуровою плиткою, що збереглася до теперішнього часу, оновлений настінний живопис. У храмі було встановлено парове опалення і електричне освітлення. Після реконструкції лівий приділ був освячений в ім'я святителя казанського Гурія.

## Дзвіниця
У 1630—1640 рр. з благословення казанського митрополита Матвія, поруч із собором була споруджена білокам'яна дзвіниця висотою понад 50 метрів, побудована на місці дерев'яної дзвіниці, згадуваної в пісцових книгах XVI століття: «соборна дзвіниця на площі дерев'яна, а на ній дзвін благовісний великий з очапом, та два дзвони середні, та два зазвонні менші, всі дзвони Государевої скарбниці». В першому ярусі дзвіниці знаходився найбільший дзвін Казані, його вага становила 1.500 пудів (близько 24570 кг).
У XVIII столітті дзвіниця мала годинник з боєм, а поруч з дзвіницею, в огорожі, що оточувала собор, була надбрамна церква Похвали Пресвятої Богородиці, розібрана при архієпископі Казанському та Самбірському (1785—1799) Амвросії Подобедові.
Дзвіниця примикала до ґанку трапезної частини собору, на висоті 5-ярусна дзвіниця лише трохи поступалася вежі Сююмбіке. Три яруси вогневидних кокошників сходили від останнього ярусу до основи купола (спочатку шоломовидного). На думку М. Пінегіна дзвіниця являла собою «поєднання татарського смаку з давньо-руським: перші поверхи зведені під сильним впливом архітектури сусідньої Сююнбекіної вежі, а у верхніх — стиль дзвіниці Івана Великого. Замість даху вона мальовничо покрита різними теремками…». Дзвіниця увінчувалася «прорізним хрестом з вінцем і голубицею Ноєвого ковчега».
У 1928 році Дзвіниця Благовіщенського собору була зруйнована. Зараз на її місці знаходиться сквер, на південь від собору.
Під дзвіницею знаходився храм, спочатку освячений на честь св. мучениці Ірини, наприкінці XVIII століття через старості він був закритий. Стараннями архієпископа Казанського Філарета цей храм у 1832 році був відновлений на кошти казанського купця, міського голови (з 1830 по 1832 роки) Никифора Йосиповича Чижова і освячений в ім'я казанського чудотворця святого Германа.

## Ризниці собору

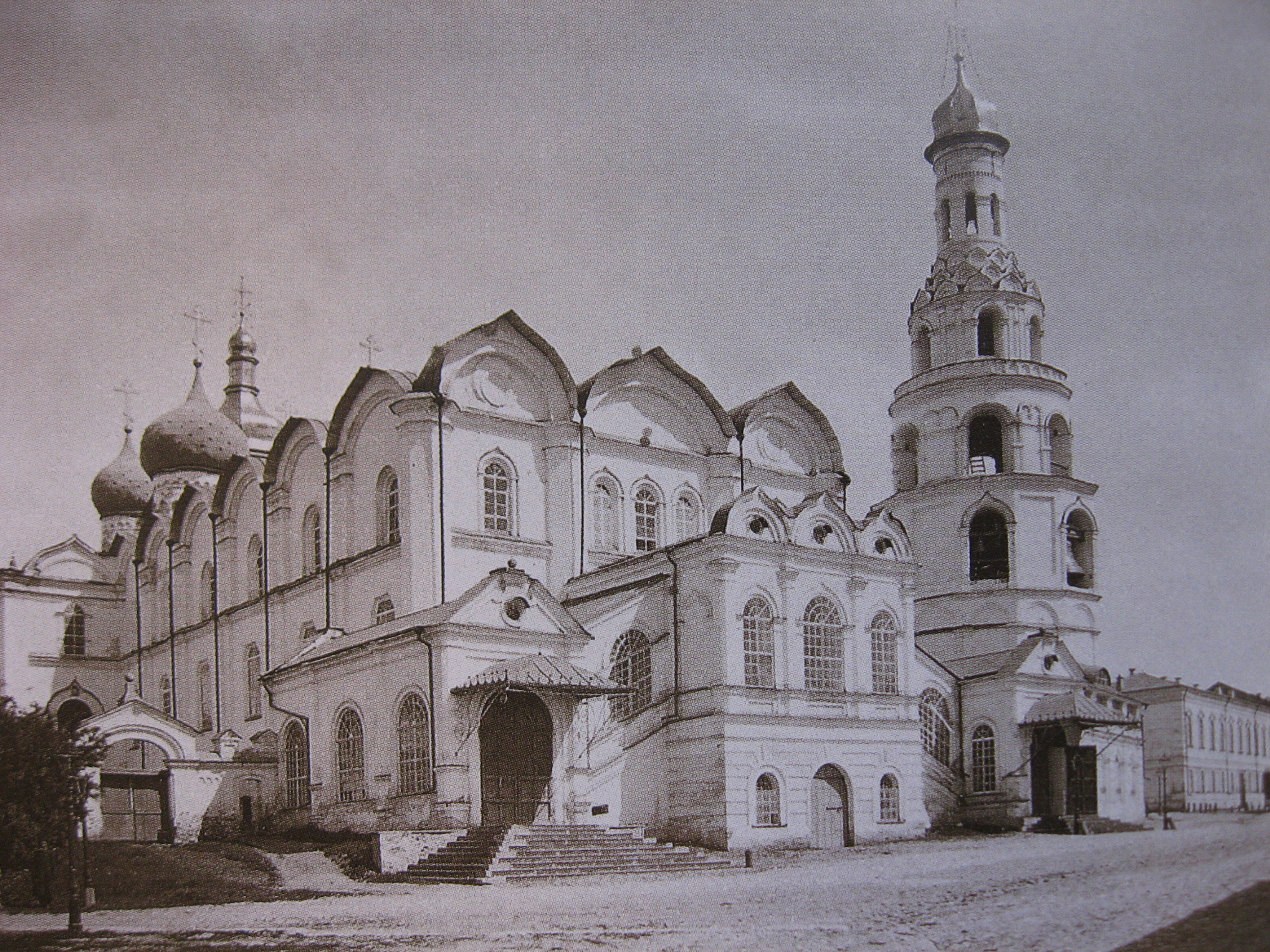
Собор на початку XX століття, вигляд з північного заходу

В 40-ві роки XIX століття в західній частині трапезній було влаштовано потаємне приміщення для багатющої соборної ризниці.
У ризниці зберігалися: ікони, дорогоцінні літургійні посудини, вклади знатних людей, державних діячів, церковних ієрархів; рідкісної роботи ієрейське та архієрейське облачення; золоті та срібні панагії, прикрашені смарагдами, перлами і діамантами та інші соборні святині з яких можна особливо виділити:
- дев'ять стародавніх митрополичих клобуків, в тому числі два зроблених особисто святителем Варсонофієм казанським,
- плащаниця XVI століття вишита княгинею Тьомкіною-Ростовською,
- рукописне євангеліє XV століття,
- саккос вишитий в техніці золотного і лицьового шиття у Строгановських майстернях, подарований особисто братами Строгановими казанському митрополитові Лаврентієві в XVII столітті (саккос зберігається в музеї Республіки Татарстан),
- оббите малиновим оксамитом одностороннє сідло, на якому казанський ієрархи здійснювали у Вербну Воскресіння «обряд урочистої ходи на ослятах»
- до 1918 року в кафедральному Благовіщенському соборі зберігалася ікона — Святці строгановського листа, що належала святителю Гурію,
- кутова частина гробу святителя Гурія,
- золотий з фініфтю напрестольний хрест митрополита Адріана (кінець XVII ст.) з частками мощей святих апостолів,
- у Національному музеї Республіки Татарстан зберігається рукописне Євангеліє 1478 року, влаштоване на замовлення єпископа Тверського Вассіана (князя Стригіна-Оболенського) і подароване собору архієпископом Гурієм,
- Євангеліє в золотому з алмазами окладі Всеросійського патріарха Адріана, пожертвуване в собор 25 грудня 1692 року,
- Євангеліє єлизаветинської епохи, величезних розмірів та ваги (2,5 пуди), яке використовувалось лише раз на рік — в перший день Пасхи,
- стародавні полотняні антимінси (плати із зображенням положення в труну Ісуса Христа) часів митрополита Московського Макарія і царя Івана Грозного,
- срібний ківш, подарований царями Іваном Олексійовичем, Петром Олексійовичем і царівною Софією,
- срібна чаша — подарунок імператриці Анни Іоанівни,
- Панагія з 209 діамантами, подарована особисто митрополиту Веніаміну імператрицею Катериною II і хрест з великою кількістю діамантів, витягнутих з власних прикрас Катерини.

У ризниці також зберігалися саккоси золотного шиття, в тому числі строганівської школи, також прикрашені дорогоцінними каменями, особливо цінними були облачення митрополитів Казанських Лаврентія і Тихона. Вага повного архієрейського облачення XVII століття сягала 40 кг, також у ризниці зберігалися митрополичі клобуки і шапки.
29 серпня 1919 року казанські чекісти планували конфіскувати соборну ризницю «яка не має історичного значення» з подальшою утилізацією.
І лише завдяки мужності казанського мистецтвознавця Петра Максиміліановича Дульського і професора Казанського університету (1918-22) Іринарха Аркадійовича Стратонова, вдалося частково зберегти зібрання ризниці Благовіщенського собору. Дульський і Стратонов, незважаючи на хвилю класового терору з боку більшовиків, хвилю арештів і розстрілів, що охопили місто, сміливо звернулись до голови губвиконкому Миколи Антипова і довели історичну цінність ризниці головного собору Казані, а також знайшли розуміння і підтримку у наркома освіти РРФСР А. В. Луначарського і відомого мистецтвознавця І. Е. Грабаря. Вцілілий вміст ризниці передали на зберігання до Губернського музей (нині національний музей Республіки Татарстан).

## Бібліотека Благовіщенського собору
Собор мав цінні зібрання стародруків та рукописних книг XVI—XVII ст. Після руйнування собору більшовиками значна частина книг з колекції Благовіщенського собору поповнила фонд Казанського університету. На всіх книгах з церковній ризниці збереглася рукописна поміта «К. К. С.» (Казанський кафедральний собор). Багато книг були подаровані храму іменитими особами, церковними ієрархами.
Серед дивом уцілілих найцінніших книжкових примірників соборної колекції, що зберігаються нині в Національному музеї Республіки Татарстан, — Єфремово (за іменем митрополита Казанського Єфрема) Євангеліє, надруковане у Москві в 1606 році «майстерністю Онисима Михайлова сина Радишевського — волинця та інших люб'язно працювали». Це Євангеліє було подаровано собору митрополитом Казанським Єфремом, який вінчав на царство в 1613 році першого з династії Романових — царя Михайла Феодоровича, про що в Євангелії є відповідний напис.
Євангеліє відрізняється рідкісними по красі книжковими мініатюрами, зображеннями чотирьох євангелістів. Государевий майстер Парфеній не тільки розписав темперою виконані друкарським способом заставки, кінцівки, буквиці, але і, не дотримуючись строго малюнка мініатюр, перетворив їх у власні барвисті композиції, які викликають захоплення неповторною своєрідністю.

## Святині собору

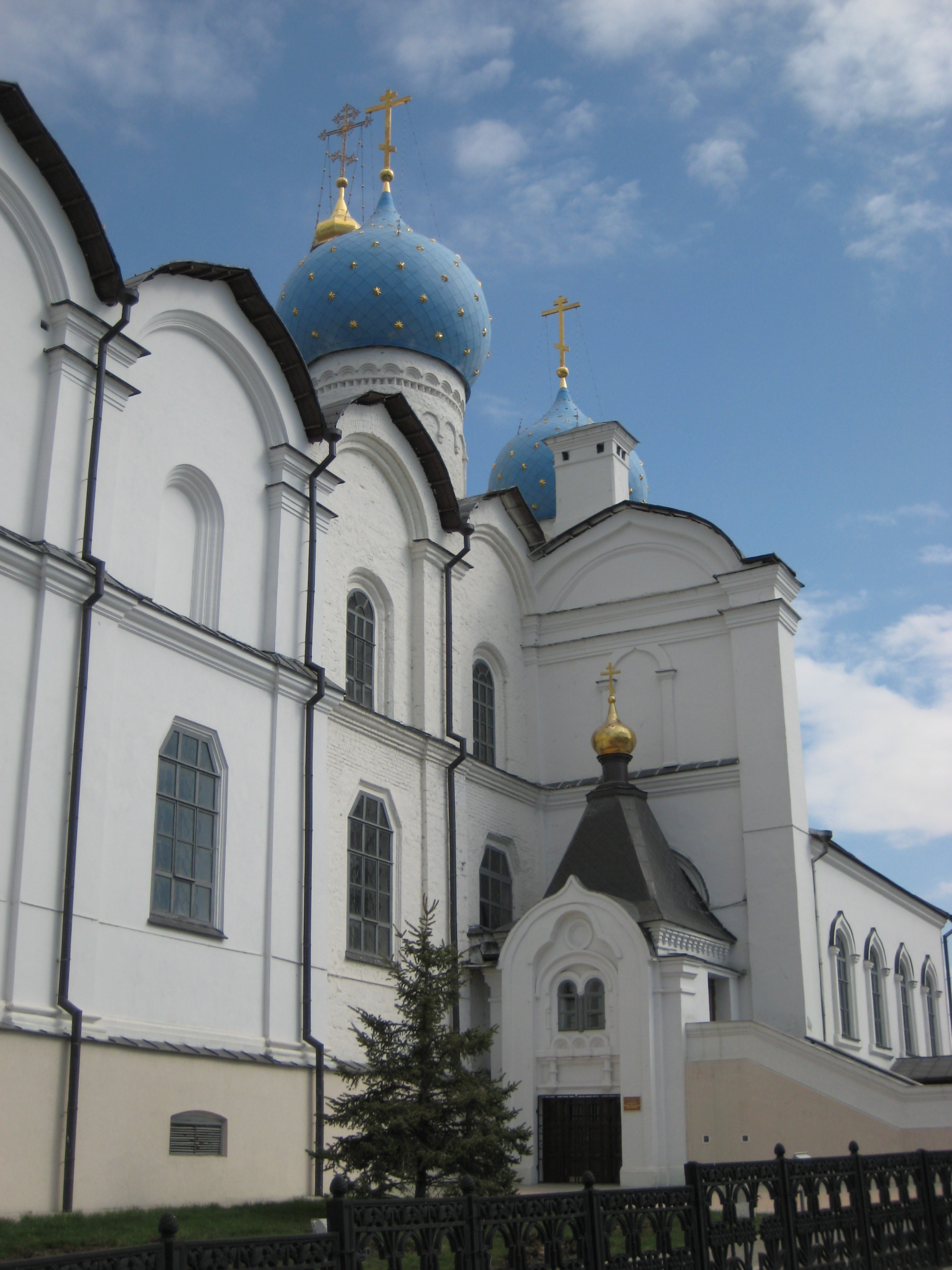
Келія святителя Гурія

Головною святинею Благовіщенського собору протягом століть була раку з мощами будівничого собору першосвятителя казанського Гурія. Упокоївся Святитель Гурій 5 грудня 1563 року і був похований за вівтарем соборного храму Спасо-Преображенського монастиря. Через 31 рік 4 жовтня 1595 року при закладці нового кам'яного храму монастиря мощі святителя були знайдені нетлінними і покладені в новому монастирському соборі. 19 червня 1630 року святі мощі були перенесені казанським митрополитом Матвієм до Благовіщенського собору і покладені біля північної стіни у влаштованій казанським дворянином Саввою Тимофеєвим Аристовим срібну раку, на яку князь Б. В. Черкаський в 1633 році пожертвував шитий золотом і сріблом покрив із зображенням святителя Гурія на повний зріст. Над нею був споруджений різьблений золочений балдахін на кошти казанського ямського мисливця Тимофія Шаланіна. У середині XIX століття казанський купець Петро Свєшніков влаштував нову раку, на що пожертвував 5000 рублів.
Біля раки зберігалася фелон святителя Гурія пошита з шовкової візерунчастої тканини — «камки» і його дерев'яний жезл, влаштований так, що старий святитель міг спиратися на нього грудьми, що полегшувало молитовні чування св. Гурія.
Святкові служби святителю Гурію здійснювалися тричі на рік: 5 грудня в спогад його блаженної кончини, 20 червня — перенесення св. мощей його зі Спасо-Преображенського монастиря до кафедрального собору і з особливою урочистістю 4 жовтня — в день набуття св. мощей, коли в собр з Казанського Богородицького монастиря приходив хресний хід з чудотворною явленої ікони Казанської Богородиці. Особливим імператорським указом від 12 квітня 1854 р. цей день в Казані був оголошений неробочим.
 Келія Святителя Гурія 
В ході реконструкції собору в 1841 році під Борисоглібським приділом була відкрита келія святителя Гурія — невеличка комірчина, складена з того ж волзького каменю, що і собор, в якій святитель відокремлено молився, як написано в Житії «обнощное стояння повсякчас у молитвах вийму приносячи до Бога, у келії поблизу… Бориса і Гліба» .
На стіні був виявлений написаний, ймовірно самим святителем, мінеральними фарбами Нерукотворний Образ Спасителя, фарби якого стають яскравішими рік від року. Келія відразу стала об'єктом паломництва казанців, незабаром для фрески був влаштований кіот, обштукатурили стіни, із заходу прорізали двері. Дещо пізніше на кошти старости собору В. Ф. Булигіна до келії була прибудована каплиця, що збереглася до наших днів.

## Некрополь Благовіщенського собору
Поховання в храмах були в традиціях російської релігійності. Таких привілеїв удостоювалися церковні ієрархи, царі та великі князі, храмозасновник і ктитори (особи, які пожертвували великі суми на монастирі та храми). Так, великі володимирські князі, починаючи з Андрія Боголюбського, поховані в Успенському соборі Володимира. В Архангельському соборі Московського кремля розташовується усипальниця правителів Русі і Московщини, починаючи з Івана Калити (з 1340 по 1730 роки). Усипальниця московських княгинь знаходилася в храмі Спаса на Бору, а пізніше в соборному храмі Вознесенського монастиря Московського кремля. Імператори, починаючи з Петра I, погребались в Петропавлівському соборі Петропавлівської фортеці Санкт-Петербурга. В Успенському соборі Московського кремля — ховали ієрархів РПЦ (1326—1700).
Кафедральний Благовіщенський собор Казанського кремля понад 400 років служив місцем спочинку багатьох казанських архієреїв (джерела згадують близько 17 поховань казанських митрополитів та архієпископів): першим в соборі був похований у 1575 році четвертий казанський владика Вассіан. Останнім — в 1910 році архієпископ Казанський і Свияжський Никанор (Каменський). У 1840 році під час реконструкції собору поховання з старого Борисоглібського вівтаря були перенесені під вівтар, імена казанських владик були позначені написами на кам'яних плитах.
В подклеті Благовіщенського собору, під вівтарем головного храму знаходився храм в ім'я Всіх святих, влаштований в 1896 році архієпископом Казанським Володимиром (Петровим) і архієпископом Павлом Лебедєвим на кошти пані Єропкіною з купецького стану. До храму вела двері в головній апсиді собору. У цьому храмі знайшли упокоєння митрополит Лаврентій II (†1672), що прийняв перед смертю схиму з ім'ям Левкія, митрополит Маркелл (†1698), пізніше під вівтарем були поховані архієпископи Афанасій (Соколов) (†1868), Володимир II (Іван Степанович Петров) († 2 вересня 1897), Димитрій (Самбікин) (†1908), Никанор (Каменський) (†1910).
Уздовж північної стіни головного храму поховані архієпископ Вассіан (†1575), митрополит Матфій (†1646), митрополит Симон серб (†1649), митрополит Корнилій I (†1656), митрополит Іоасаф (†1686). Їх поховання розташовувалися в названому порядку від трапезної до вівтаря.
Вздовж південної стіни — митрополит Тихон III (Воїнов) (†1724), архієпископи Павло I (Зернов) (†1815) та Іона (Павинський) (†1828).
У новому Борисоглібському приділі, побудованому у 1841—1843 роках за проектом Ф. І. Петонді, упокоїлися архиєпископи Антоній (Амфітеатров) (†1879) і Павло II (Лебедєв) (†1892). Біля Борисоглібського приділу був похований кафедральний протоієрей Віктор Петрович Вишневський (1804 -30 грудня 1885).
У 1907 році у ході капітального ремонту собору розкрили підлогу і професор Казанського університету Анастасій Александров встановив точні місця поховань, після чого були встановлені таблички з іменами архієреїв.
Поховання в підвальному храмі собору і Борисоглібській прибудові були розорені в радянський час. Поховання в головному храмі можливо збереглися.

## Собор у радянський час
У вересні 1918 року Казань обложили червоноармійці. Ленін наказав вибити білочехів будь — якою ціною — «Місто не шкодувати», — писав Ленін, і місто не шкодували: більшовики стріляли прямою наводкою по кремлю з гармат, встановлених на пагорбі порохового заводу — всі п'ять куполів собору були зруйновані прямими влученнями снарядів. Зовнішній вигляд було відтворено лише в ході реставрації собору в 1973—1984 рр., незадовго до перебудови.
У 1918 році, оволодівши містом, більшовики закріпилися в кремлі, оголосивши його військовим містечком, вхід для городян був закритий, всі організації виселені, всі 7 кремлівських церков — закриті. Єпархіальне управління за розпорядженням тимчасово керуючого єпархією єпископа Анатолія було перенесено з архієрейського будинку в кремлі в Іоанно-Предтеченський монастир. Роль кафедрального собору став виконувати найбільший храм Казані — Казанський собор Богородицького монастиря.
Віруючим дозволили винести з собору тільки раку з мощами святителя Гурія та кілька ікон. Св. мощі будівельника Благовіщенського собору перенесли в храм Миколи Тульського Казансько-Богородицького жіночого монастиря. Після закриття монастиря мощі були перенесені в Петропавлівський собор, нині спочивають у церкві Ярославських чудотворців на Арськом укладовищі, частка св. мощей вкладена у відтворену раку святителя в Благовіщенському соборі.
Багаті зібрання ікон, богослужбових посудин, дрібної пластики, шиття, рукописних і стародрукованих книг та інших церковних святинь було розграбовано більшовиками, багато цінності пропали безслідно. Збереглося лише три ікони з іконостасу (в музеї ІЗО Казані), мала частина книг в бібліотеці КДУ і музеї РТ, і частина предметів з ризниці.
2 січня 1922 року був виданий декрет про ліквідацію церковного майна, в березні 1922 року Раднарком Татарської АРСР створив комісію з вилучення монастирських і церковних цінностей у складі А. А. Денисова (голова), А. П. Галактіонова і Р. С. Гордєєва.
Частина ікон, вилучених з казанських храмів, склала основу відділу давньоруського мистецтва в Казанському губернському музеї (нині Національний музей республіки Татарстан) з ризниці Благовіщенського собору в музей забрали 85 предметів, уцілілих після руйнування собору в перші роки радянської влади.
У 1920 році влада дозволили в соборі служити обновленців, але в 1925 році знову закрили храм і передали музейному відділу. У 1921 році деякий час ще діяла домова церква в ім'я свтт. Гурія, Варсонофія і Германа Казанських колишнього архієрейського будинку.
У 1922 році знищили дзвіницю. Дещо пізніше розламали збудований за проектом архітектора Фоми Петонді ґанок, що веде в храм, так що двері в собор ще довгий час знаходилася на 3 метри вище землі. Наприкінці листопада 1923 року архимандрит Пітирим (Крилов), настоятель Благовіщенського собору, був заарештований і засланий на три роки до Соловецького табору. У травні 1929 року Казанська міськрада просила Президію Татарського ЦВКа дозволити розбір закритих церков, у тому числі Благовіщенського собору. Через місяць, враховуючи гостру потребу в будівельних матеріалах Президія ТЦВК дозволив Міськраді розібрати частину будівель кафедрального собору, до чого дала розпорядження розпочати вже 27 червня 1929 року. Незважаючи на те, що Державна Академія Історії Матеріальної Культури вивчивши стан храму з 23 червня по 14 липня 1929 року знайшла стан кафедрального собору задовільним, секретною постановою від 26 листопада 1929 року за № 1107/з питання розібрання собору, Президія ТЦВК і НКВС не побачили «необхідності в особливій постанові Президії, бо церква давно вже закрита особливою постановою ТЦВК, і питання про розібрання лише випливають з колишньої постанови про ліквідацію». На початку березня 1932 року прискореними темпами почали ламати церковний ґанок і розбирати на цеглу те, що залишилося від дзвіниці. Але сам собор дивом уцілів.
Незабаром в церкві розмістили Держархів Татарської АРСР, влаштувавши всередині чотири яруси дерев'яних перекриттів. У підвальному храмі, який служив некрополем казанських архієреїв, влаштували овочесховище, в келії святителя Гурія влаштували сторожку.
У 1977—1984 рр. була проведена реставрація зовнішнього вигляду собору у формах 1841 року, відновлені куполи та барабани (українська «баня» і чотири маківки цибулинної форми). У 1987 році центральний купол позолотили.

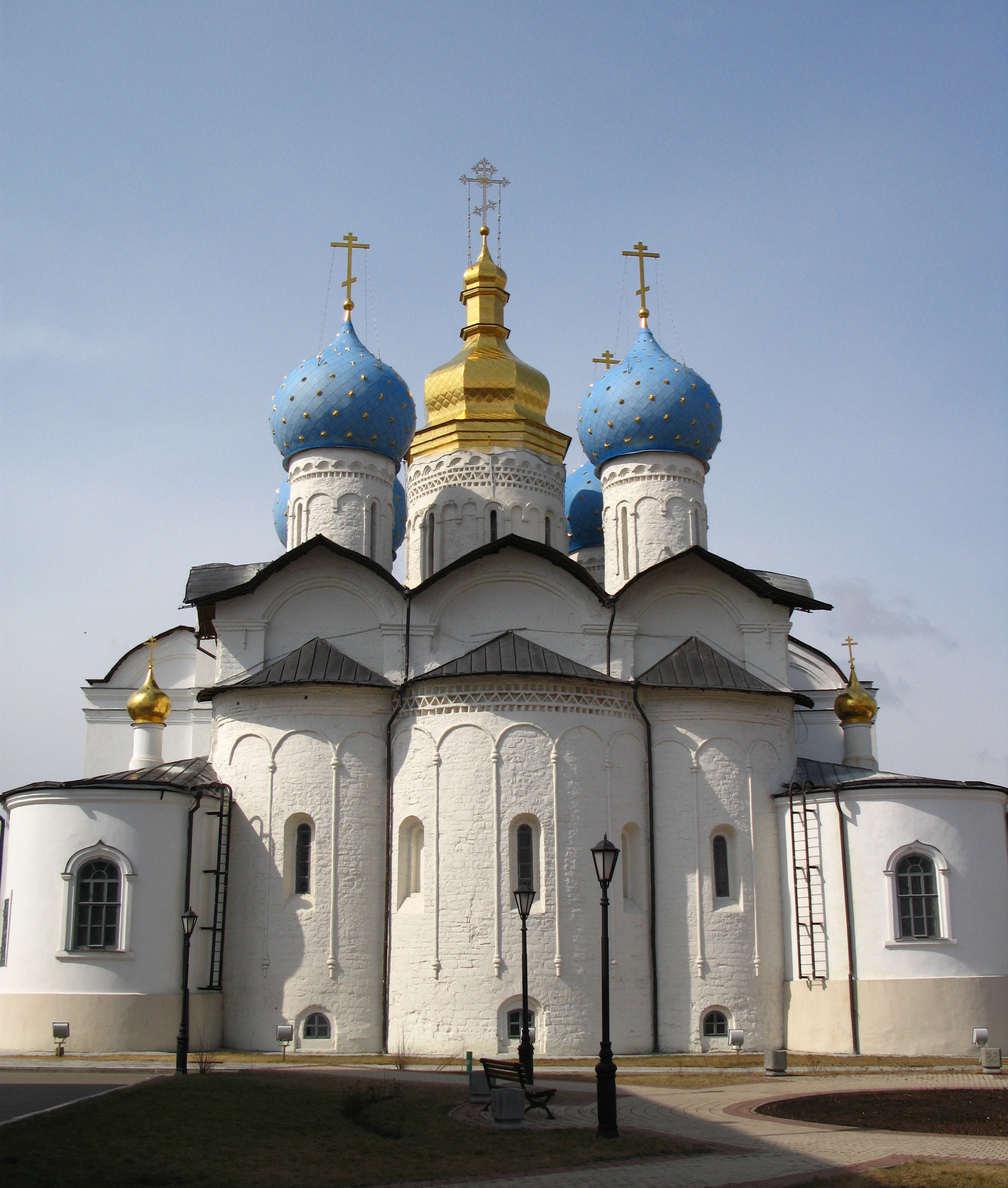

Після реконструкцій і реставрацій, від первісного храму XVI століття збереглися центральний об'єм будівлі з трьома апсидами і шістьма круглими в перерізі масивними стовпами, що підтримують звід: 2 стовпа у вівтарі, 4 в храмі. Стовпи з'єднуються арками, утворюючи 12 склепінь. До XVI століття також відносяться заснування двох бокових кам'яних вівтарів і фрагменти фресок.

## Відродження собору
Остання реставрація в Благовіщенському соборі була проведена в 1995—2005 роках. Указом М. Шаймієва в 1995 році церкву передали у відання Державного історико-архітектурного музею-заповідника «Казанський кремль». У 1997 році Державний архів Татарської АРСР перевели в іншу будівлю.

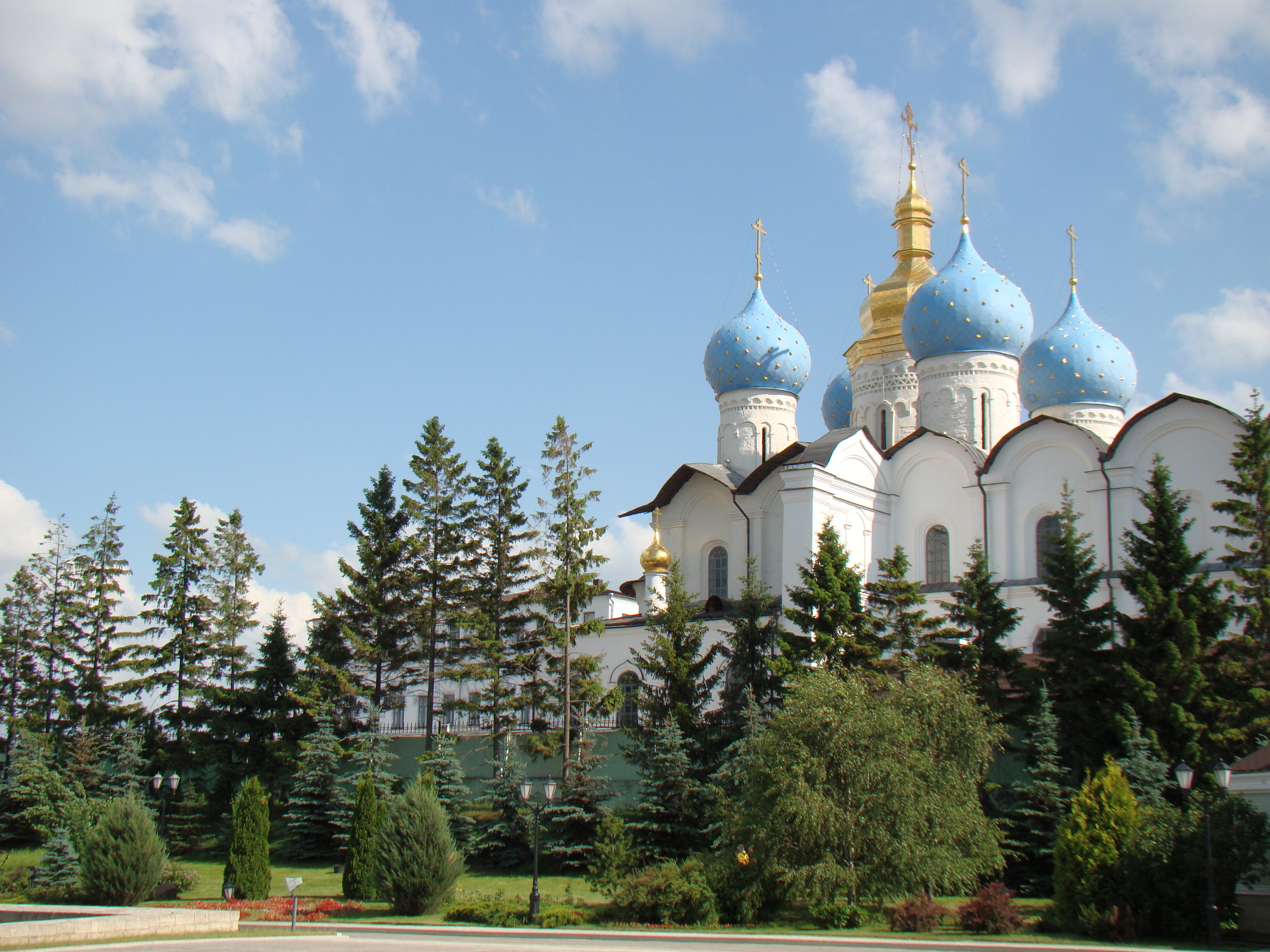
Вид собору з боку колишнього Губернаторського палацу

Для реставрації інтер'єру собору був створений Фонд фінансової підтримки реставрації Благовіщенського собору, який очолив генеральний директор Ю. В. Павлов. Іконописні та живописні роботи з 2000 р. здійснювало міжобласне науково-реставраційне художнє управління при Міністерстві культури Російської Федерації. У роботах з відтворенню ікон головного іконостасу собору брала участь бригада московських іконописців під керівництвом художника-реставратора вищої категорії С. Р. Брагіна. Завершили реставрацію в 2005 році, до 450-річчя Казанської єпархії.
19 липня 2005 року він був знову освячений архієпископом Казанським Анастасієм. Першу літургію у відродженому соборі відслужив Патріарх Алексій II 21 липня 2005 р. Собор діє, першим настоятелем відродженого храму був поставлений ієромонах Мефодій, згодом настоятель казанського Кизичеського монастиря.

## Знамениті гості собору
У службах брали участь багато видатних ієрархів і протоієреїв, собор відвідували багато відомих людей: св. прав. Іоанн Кронштадтський (служив літургію 5 липня 1894 і 16 липня 1897 р.); 7 вересня 1833 р., збираючи матеріали для «Історії пугачевського бунту» О. С. Пушкін; О. М. Радищев, В. Г. Короленка, В. І. Немирович-Данченко, Ф. І. Шаляпін (неодноразово співав в архієрейському хорі собору), С. В. Рахманінов.
На службах у соборі молилися майже всі російські імператори, які відвідували Казань: Петро I, Павло I, Катерина II, Микола I (20 серпня 1836), Олександр II (20 червня 1837 і 27 серпня 1871), Олександр III (22 серпня 1866, 27 серпня 1871). Собор відвідували багато членів імператорського будинку: сини Павла I, великі князі Олександр Павлович і Костянтин Павлович (24 травня 1798), великий князь Михайло Павлович (26 серпня 1817), син Олександра II, великий князь Микола Олександрович (син Олександра II) (16 серпня 1861, 9 липня 1863), великий князь Олексій Олександрович (19 травня 1868), мчц. велика княгиня Єлизавета Феодорівна (1911 і 1913 рр ..).

## Галерея

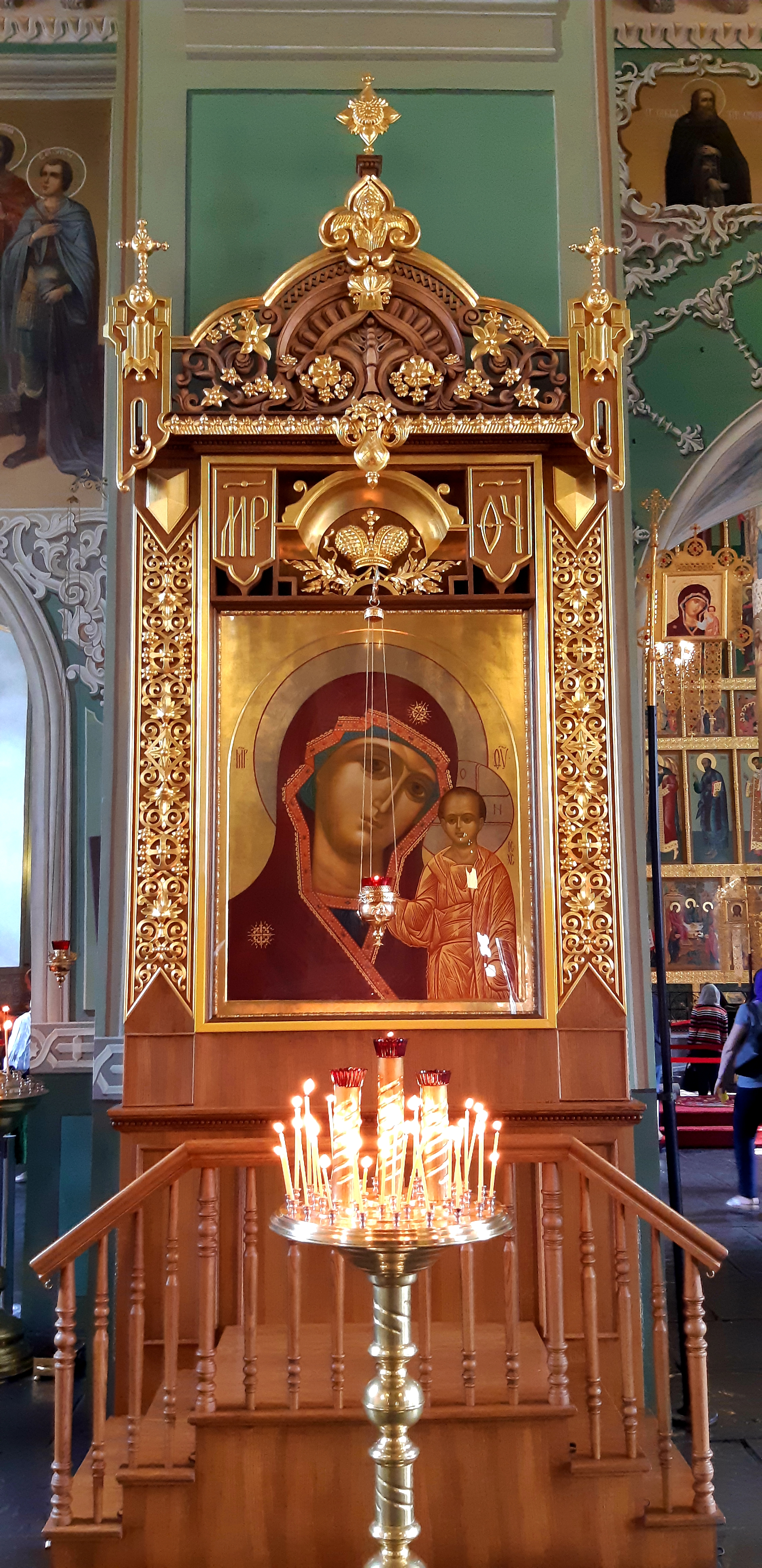
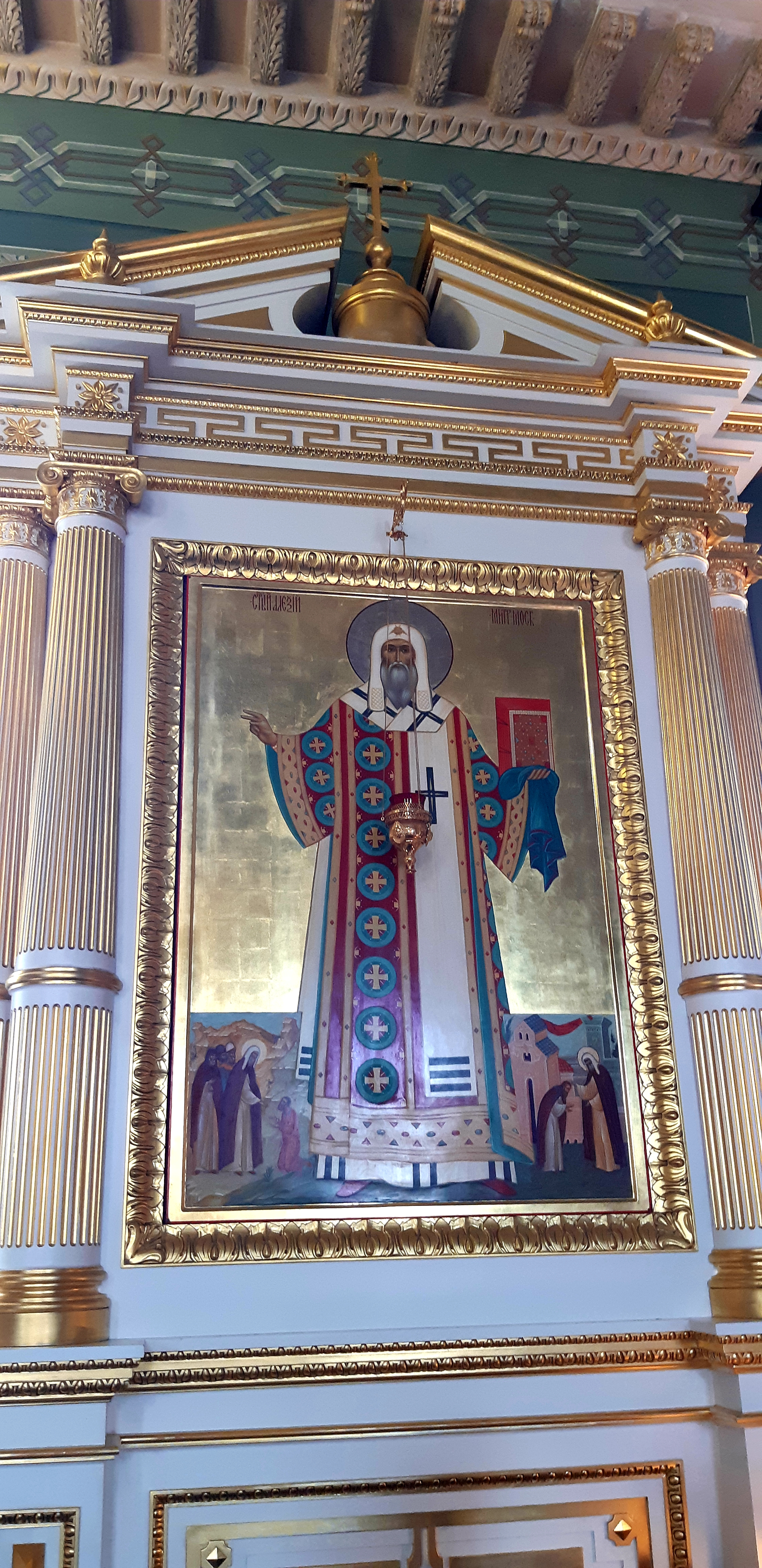
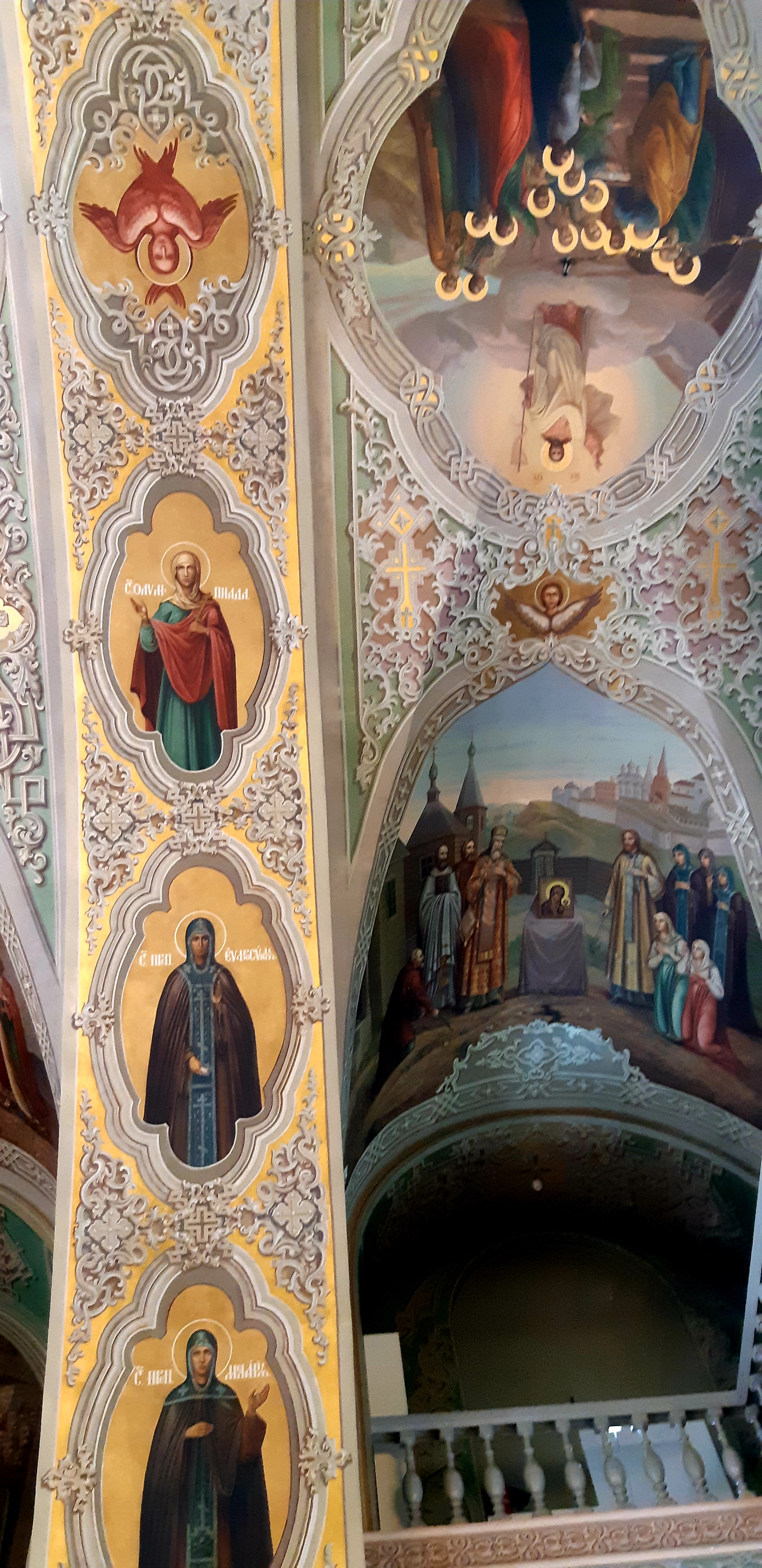
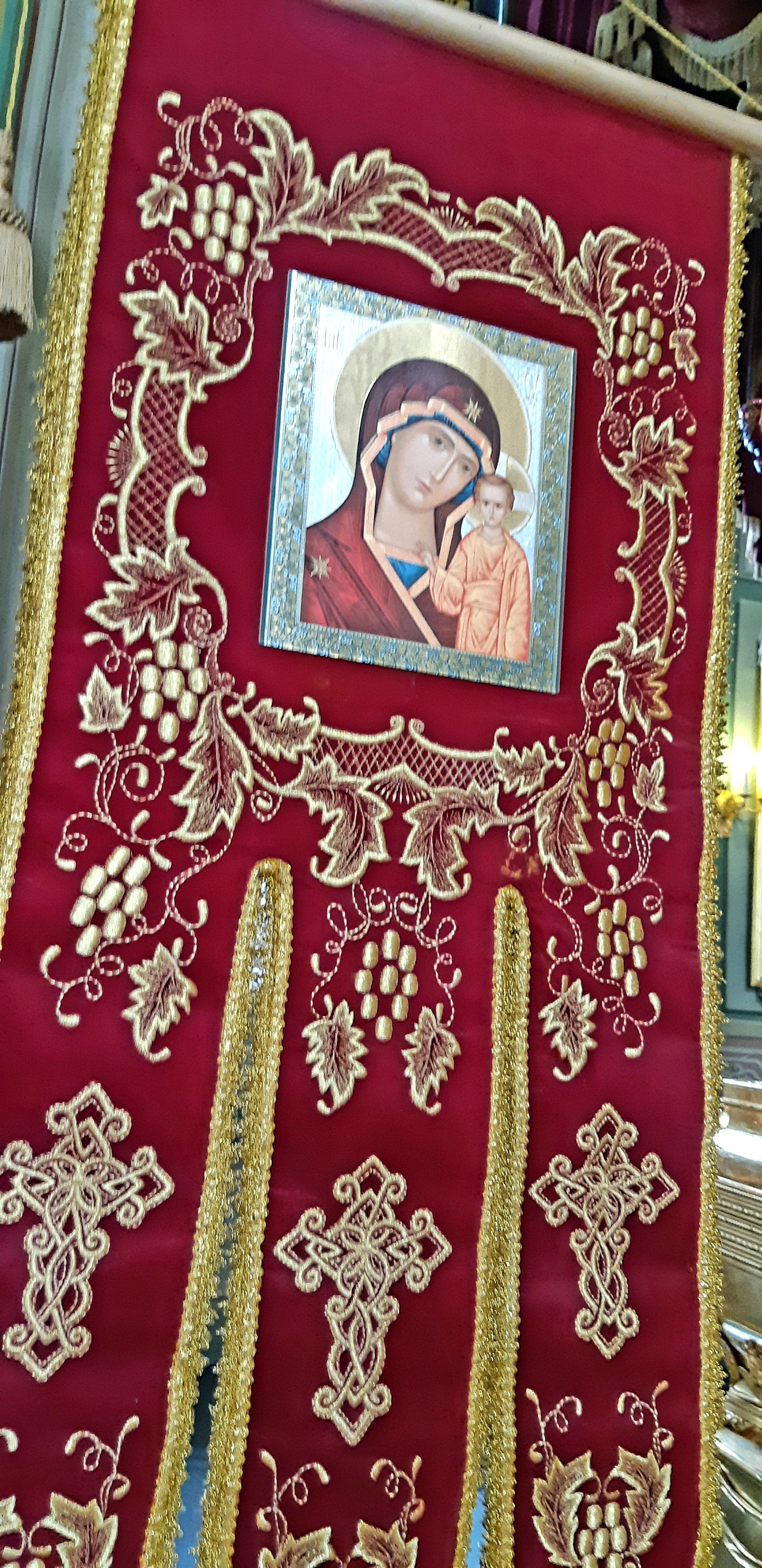
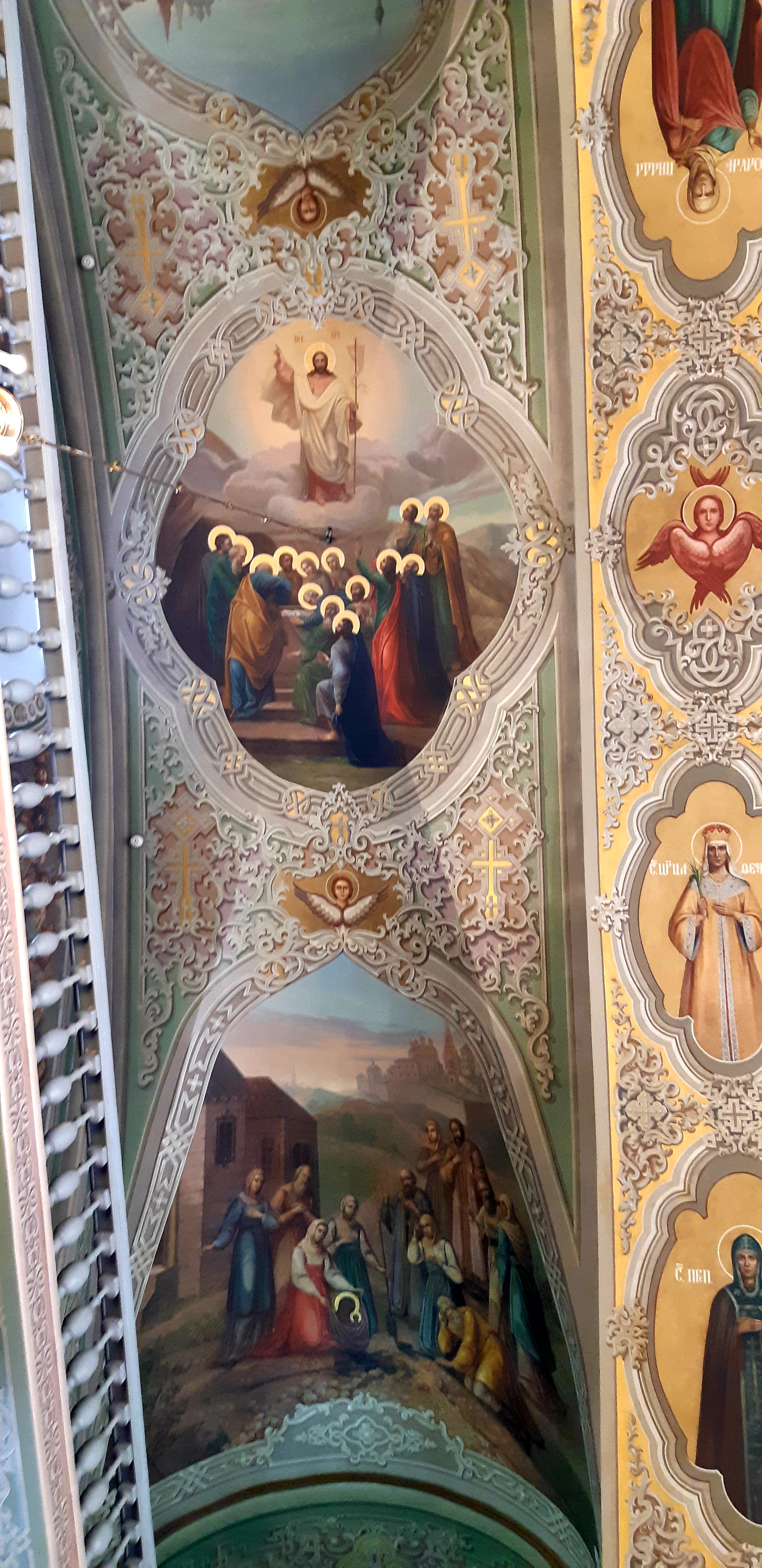
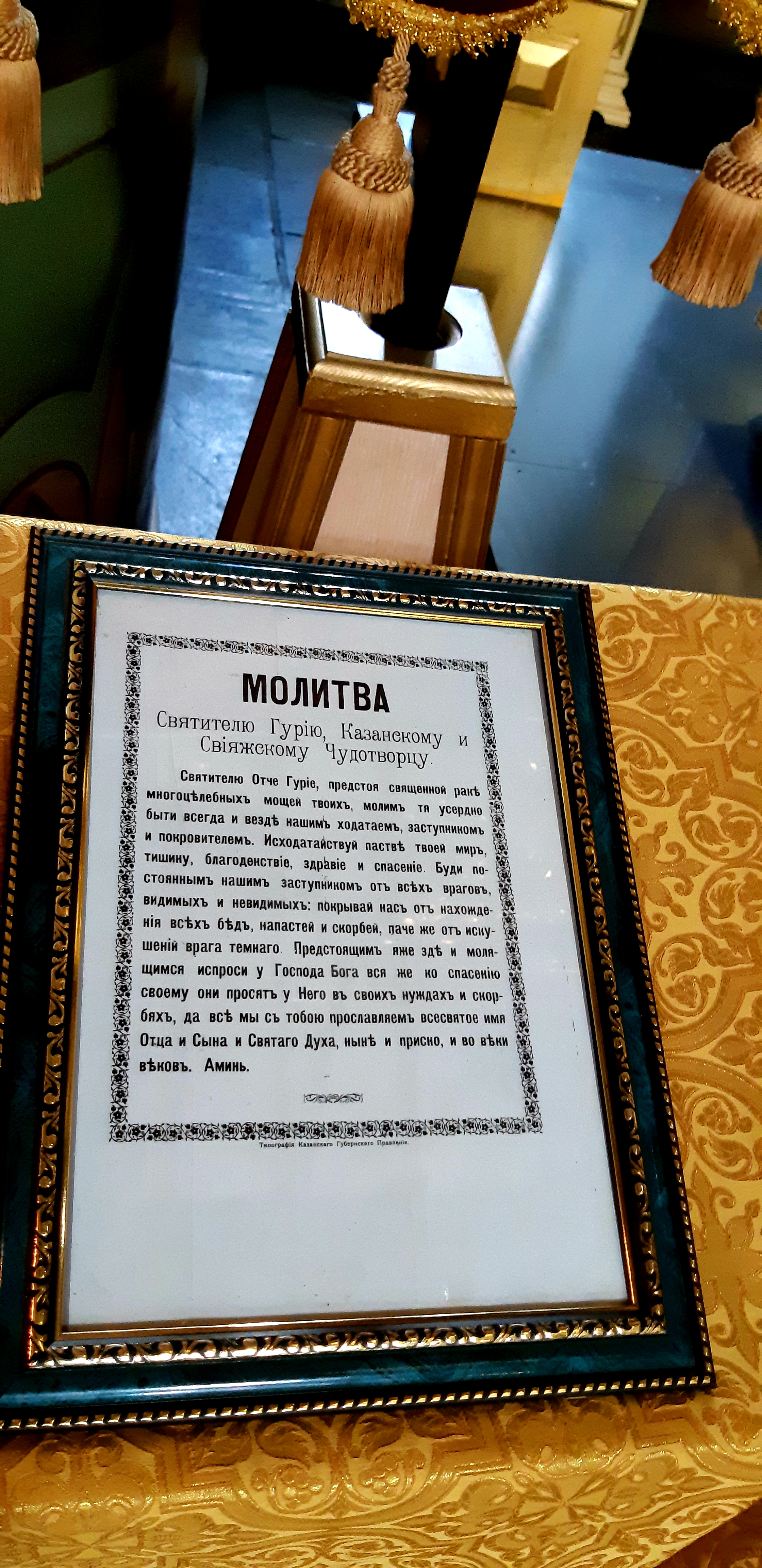
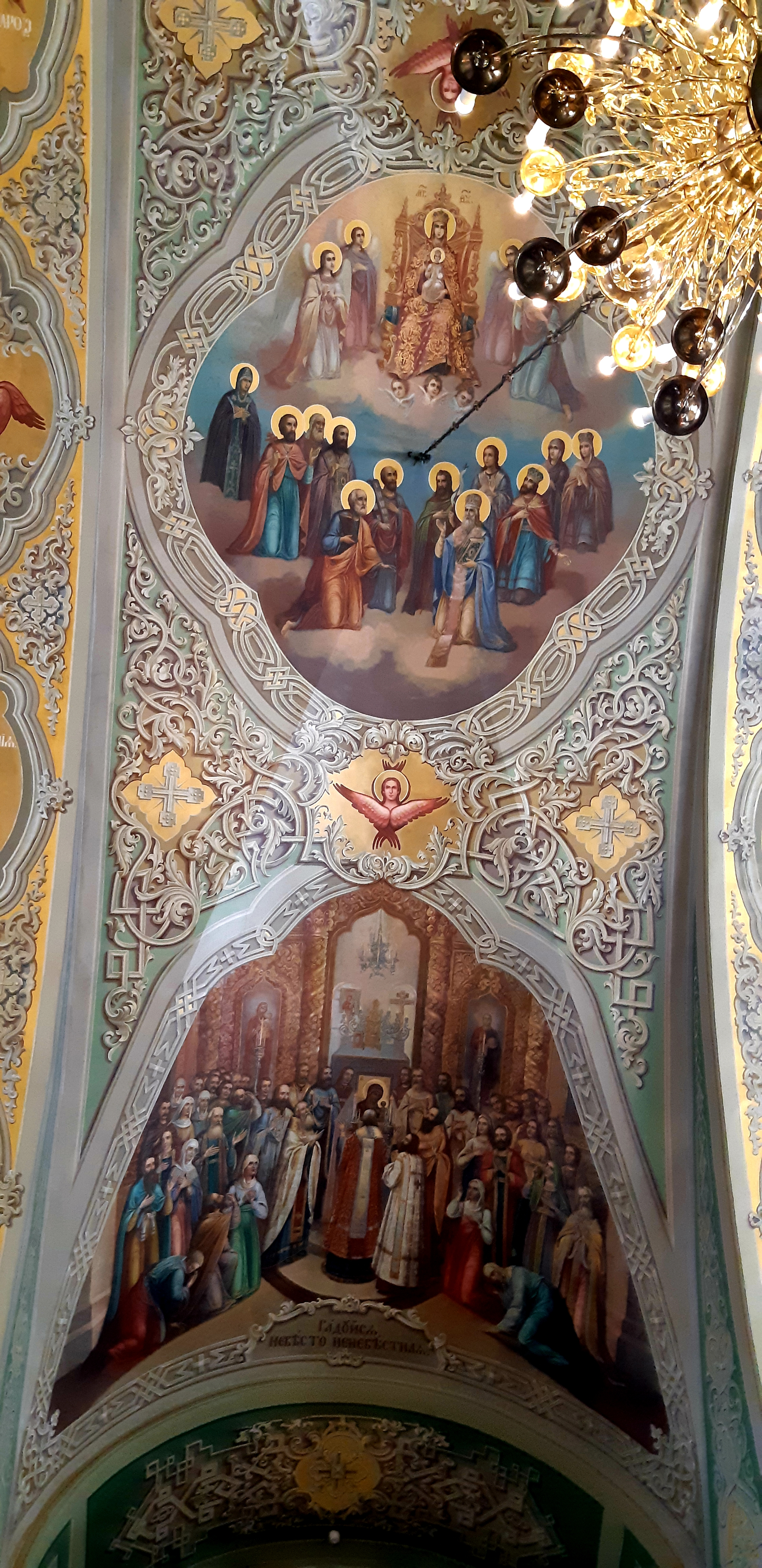
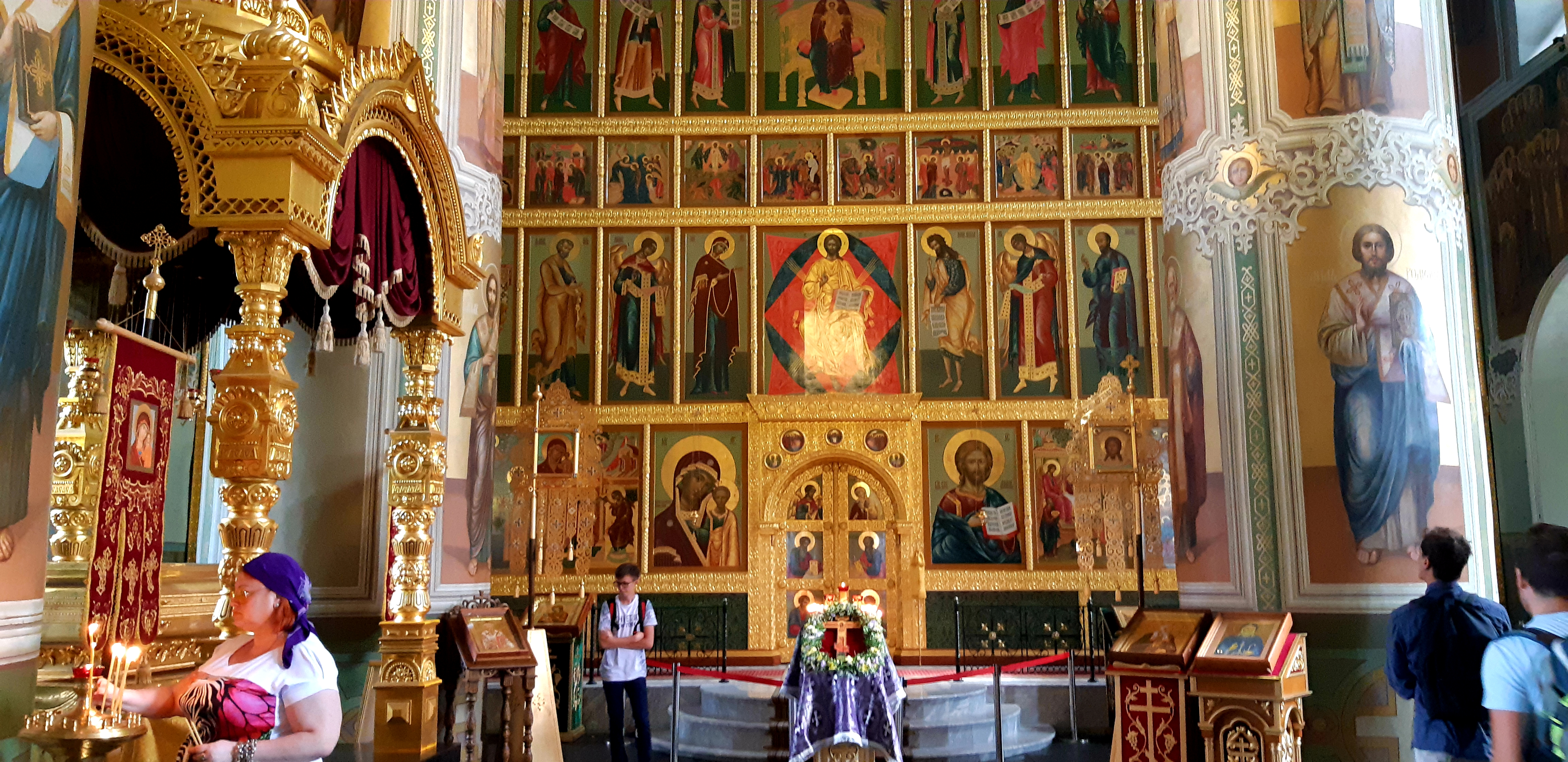
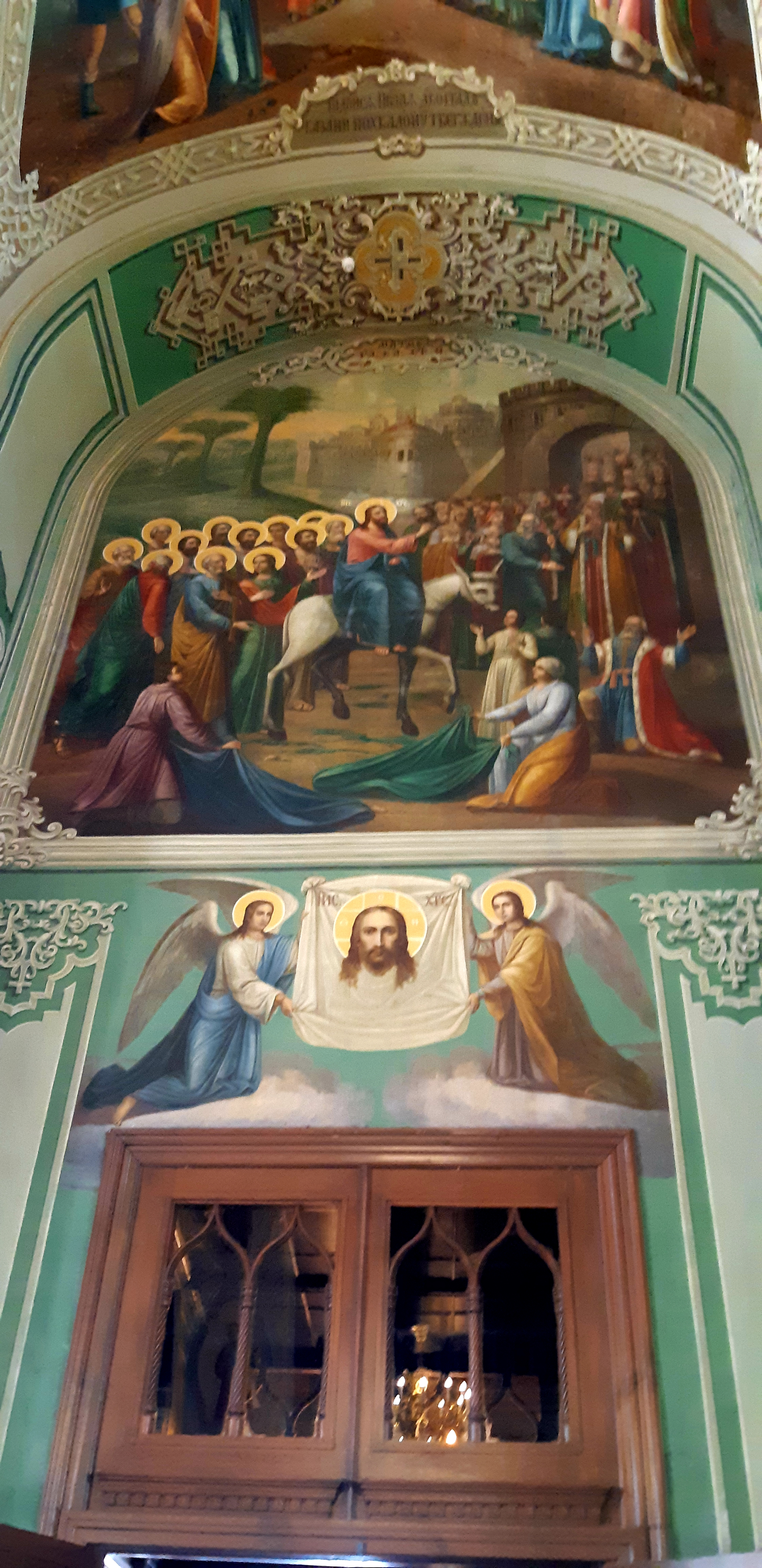
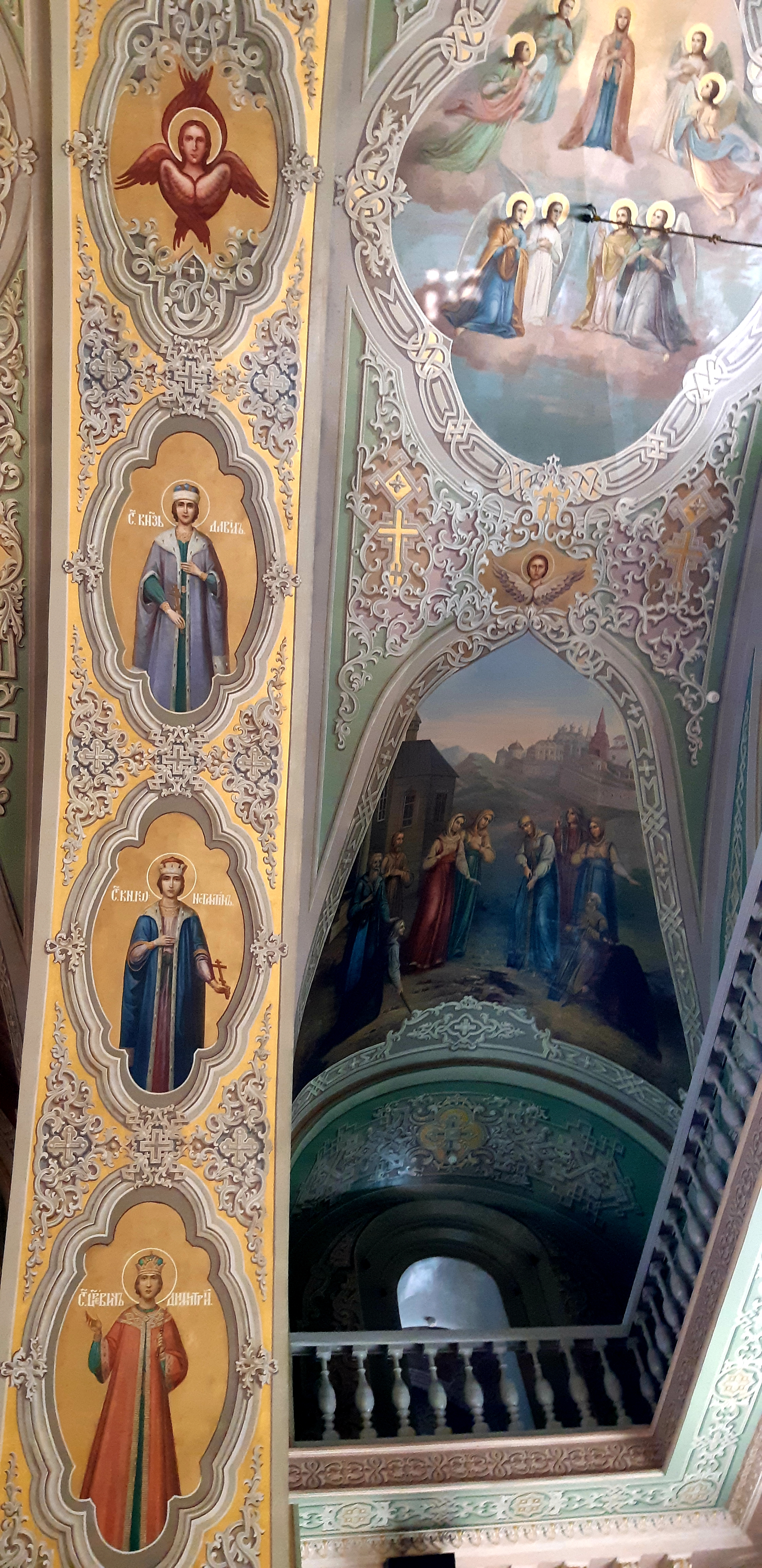
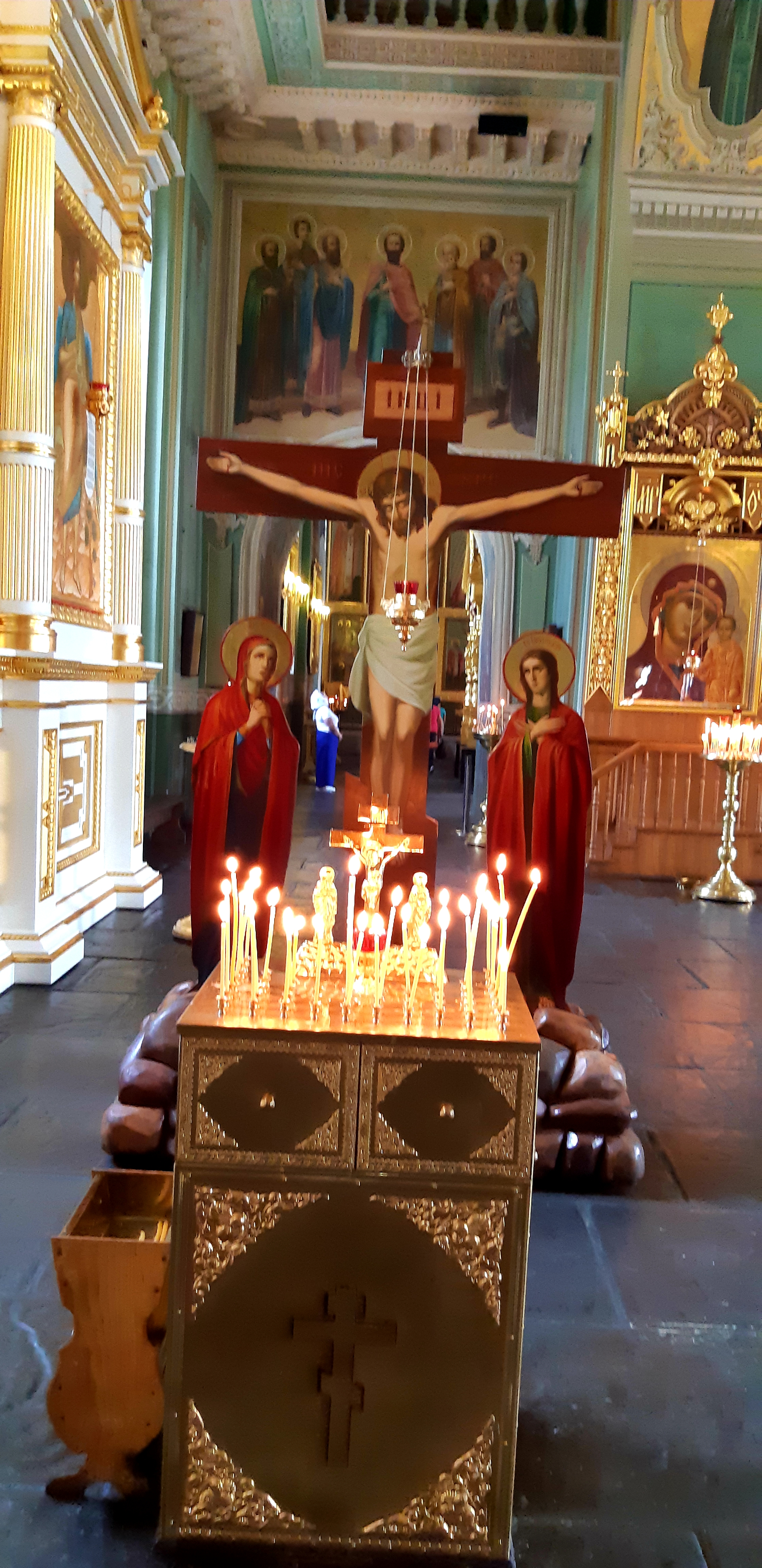
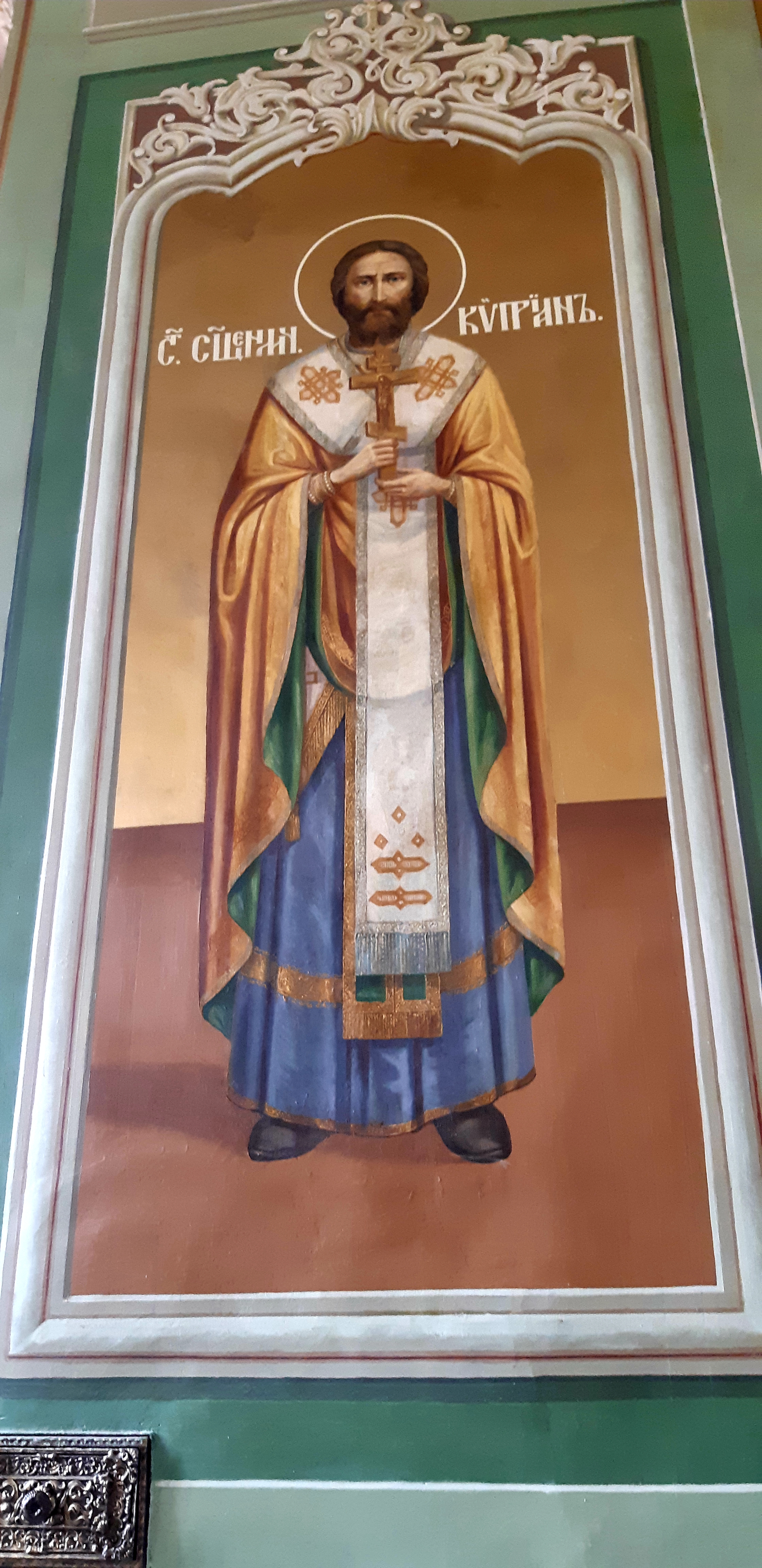
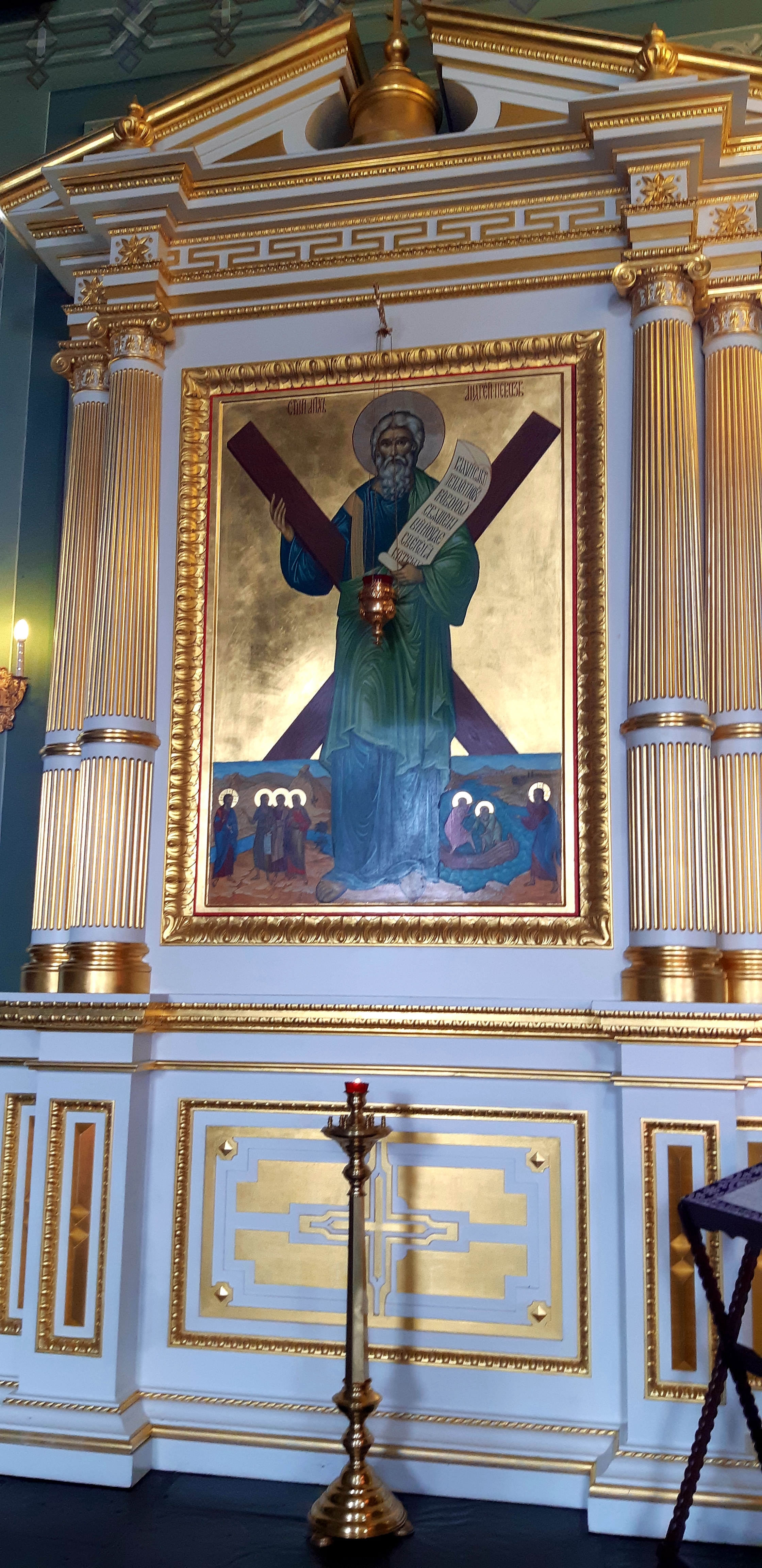
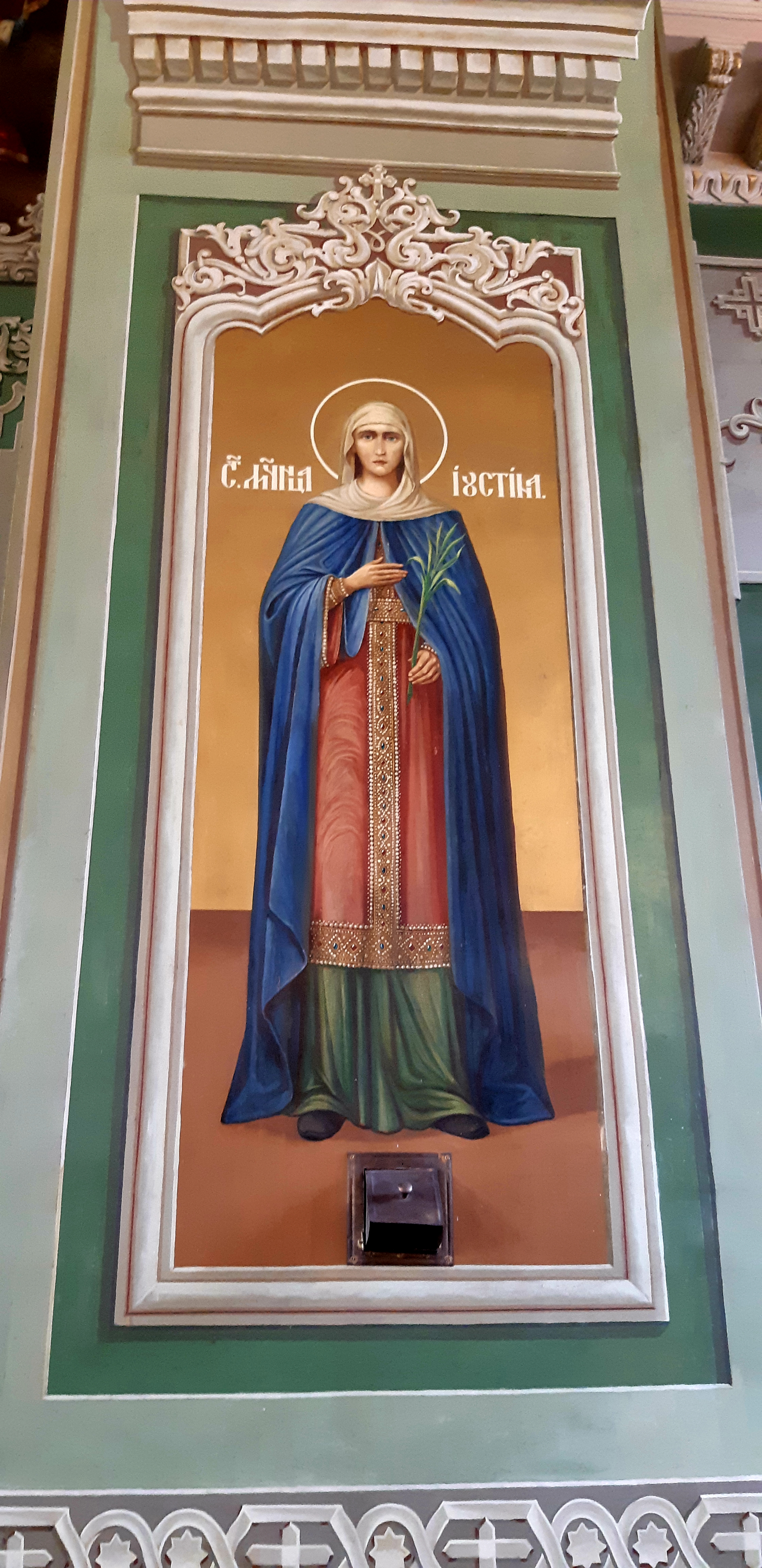
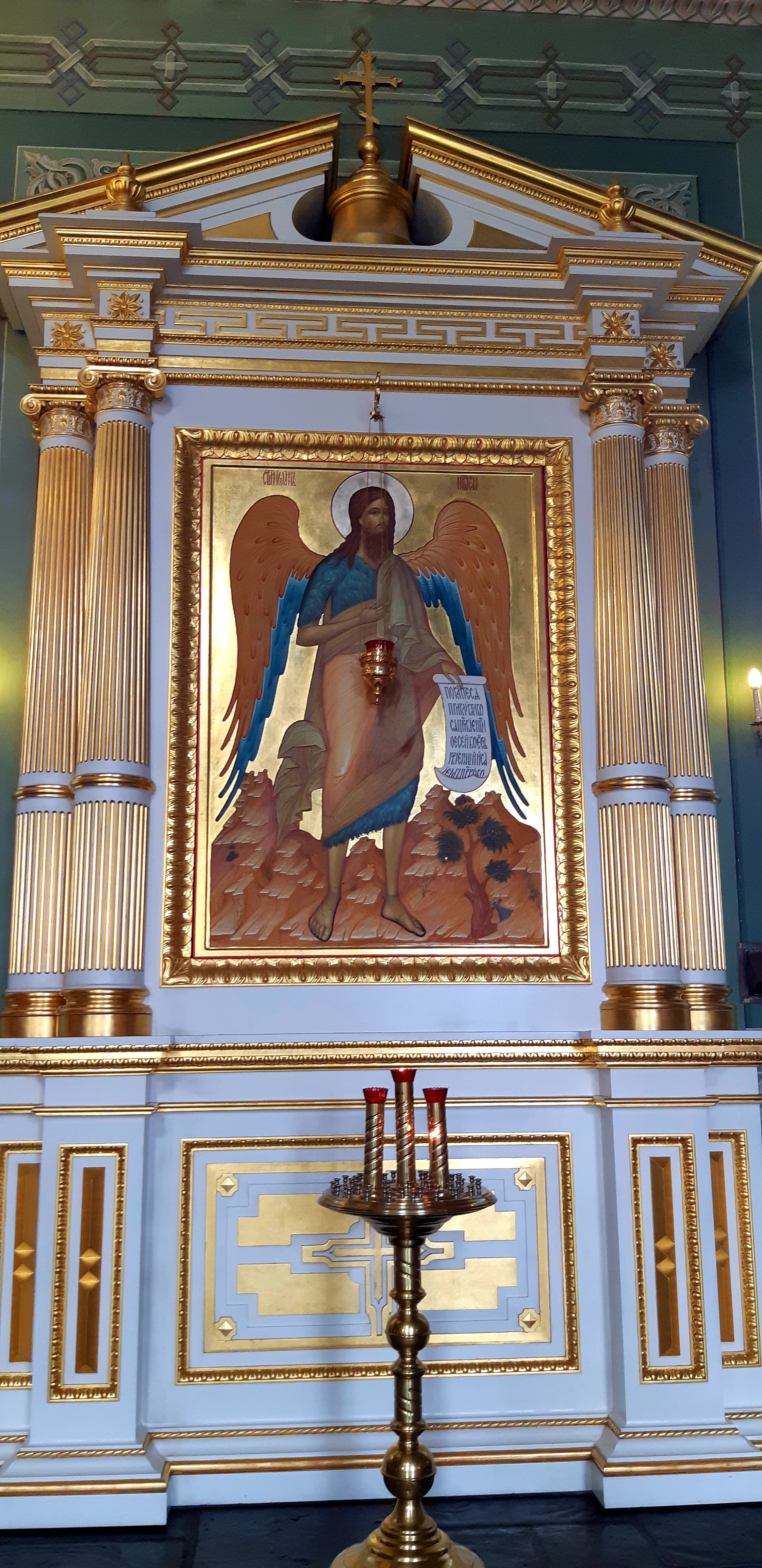
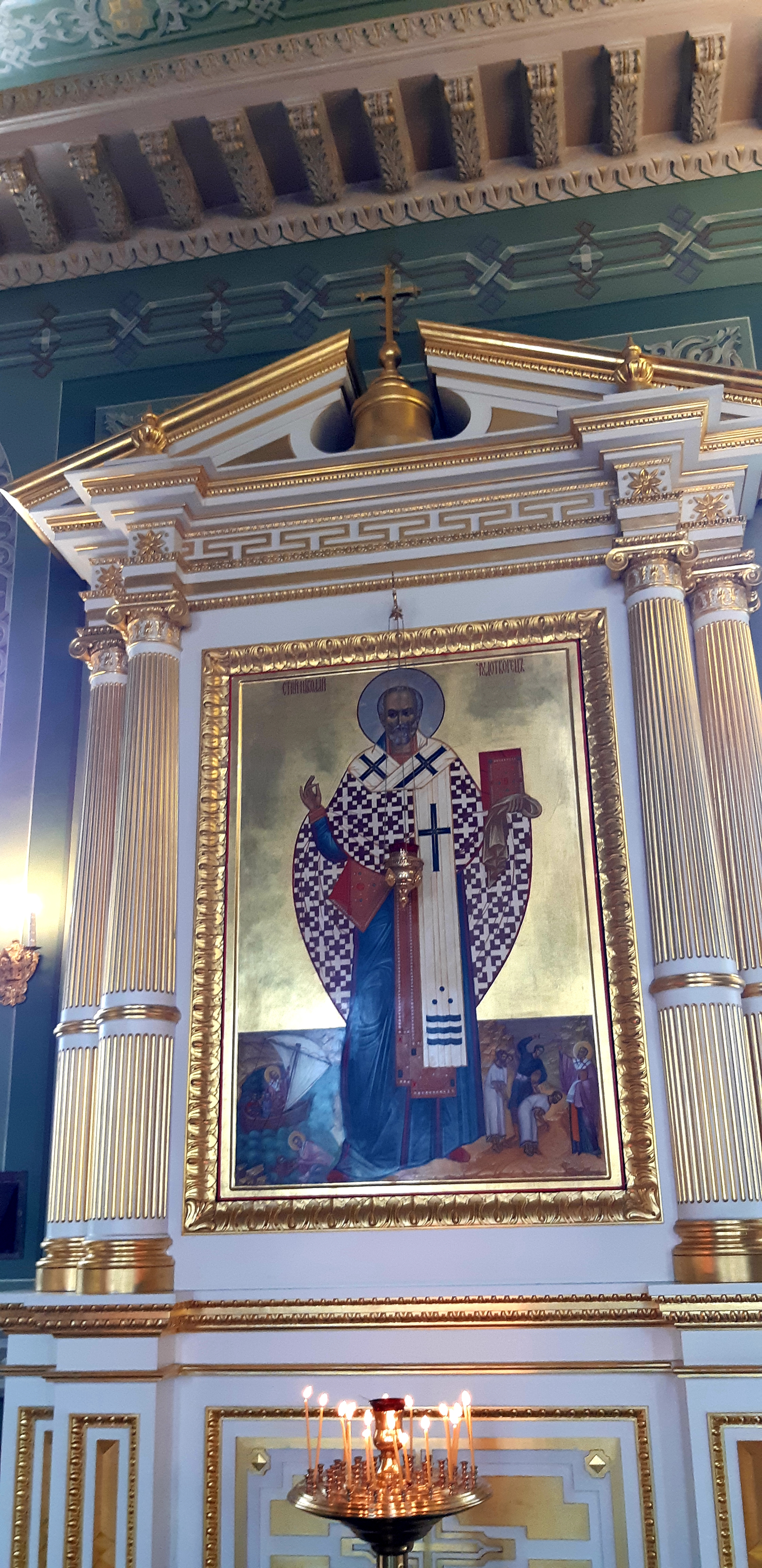
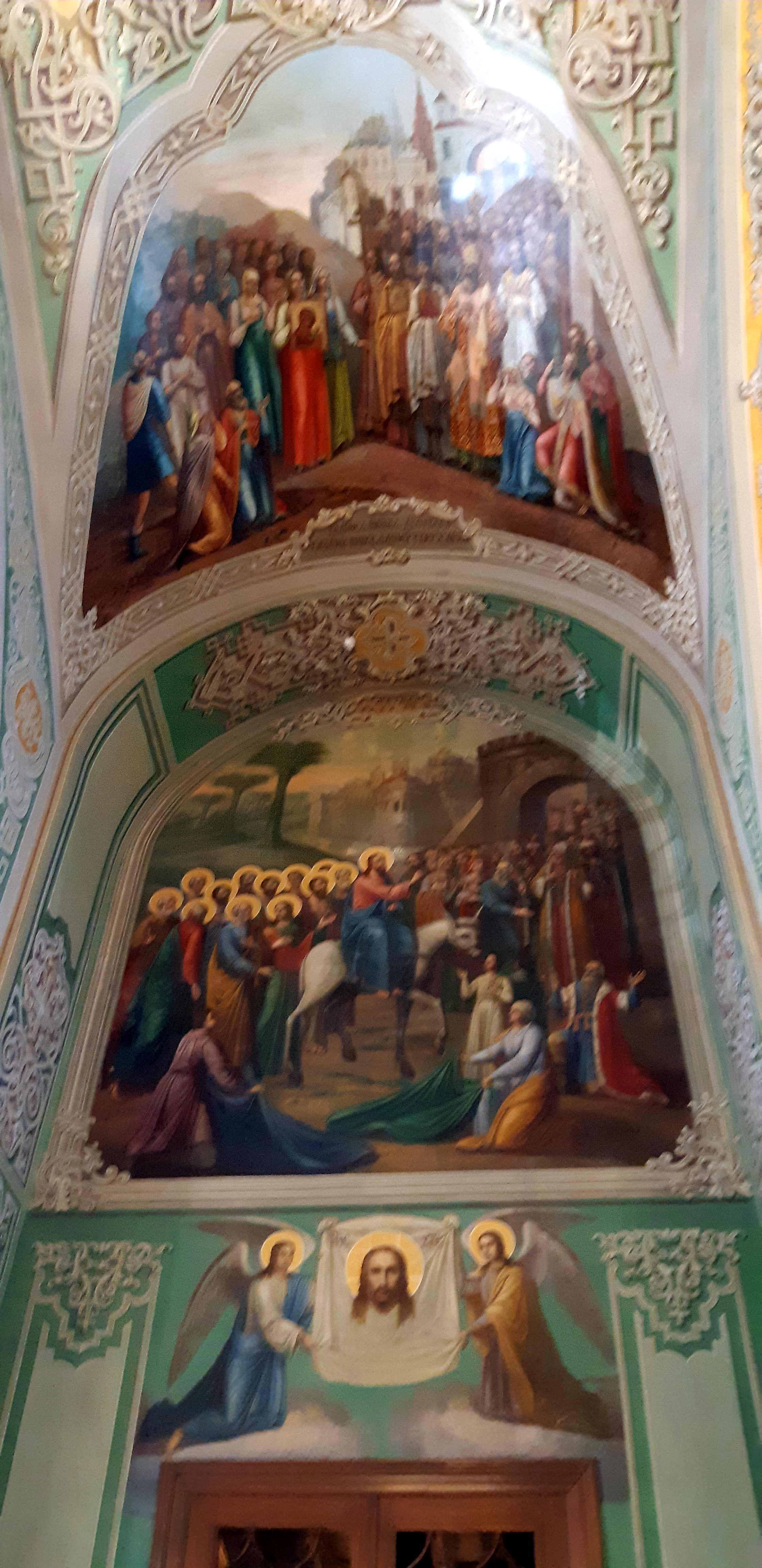
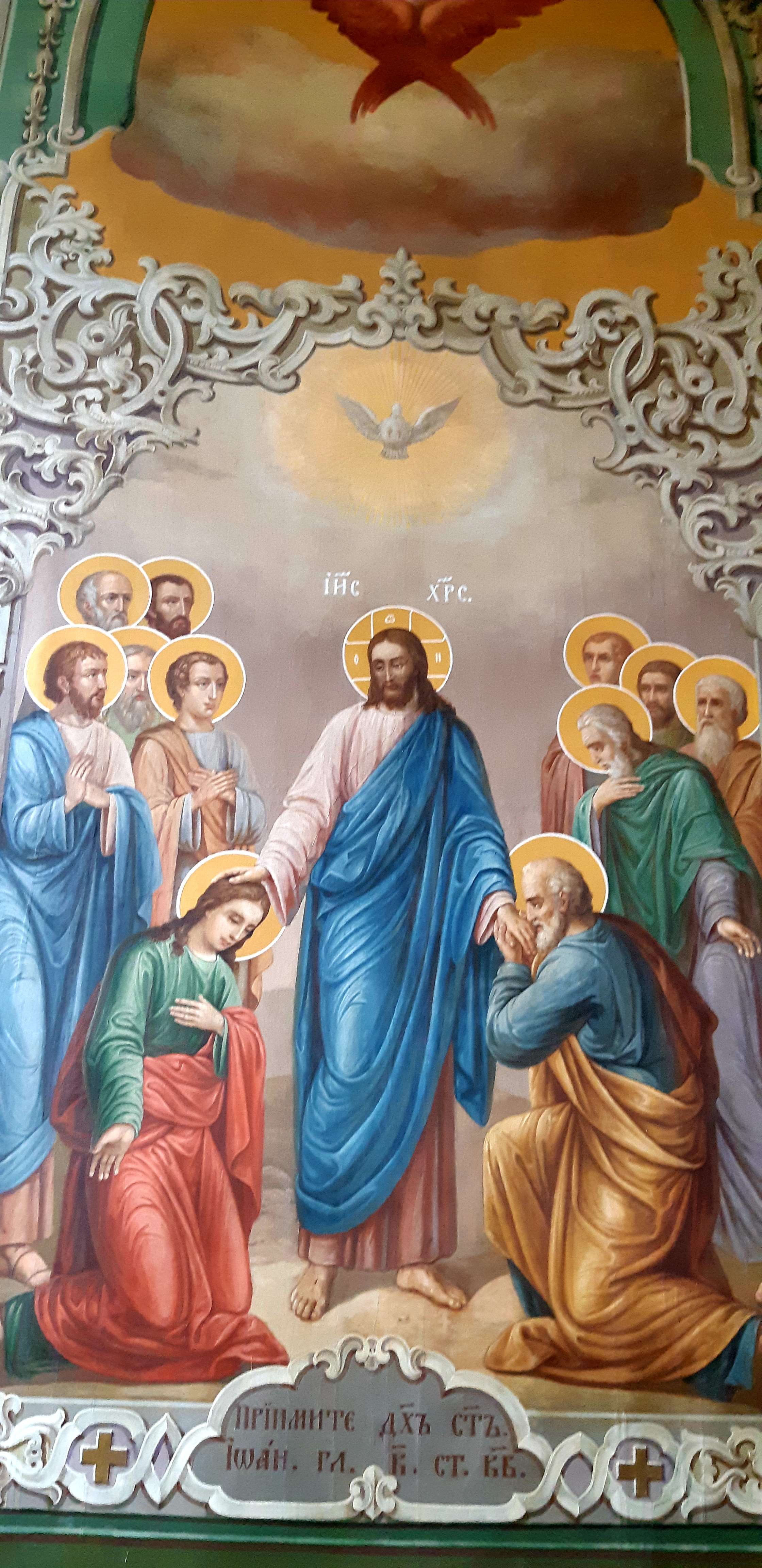
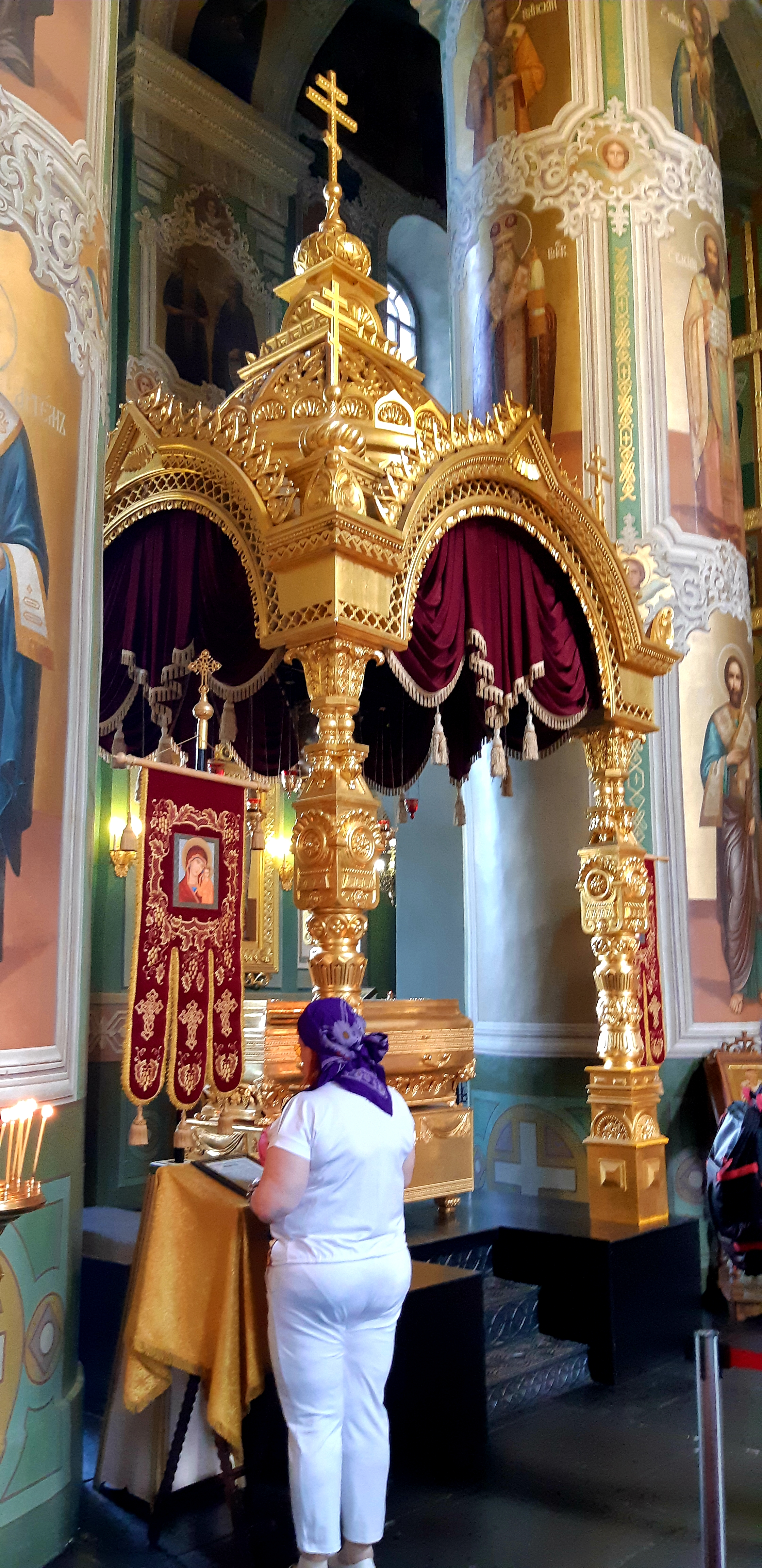
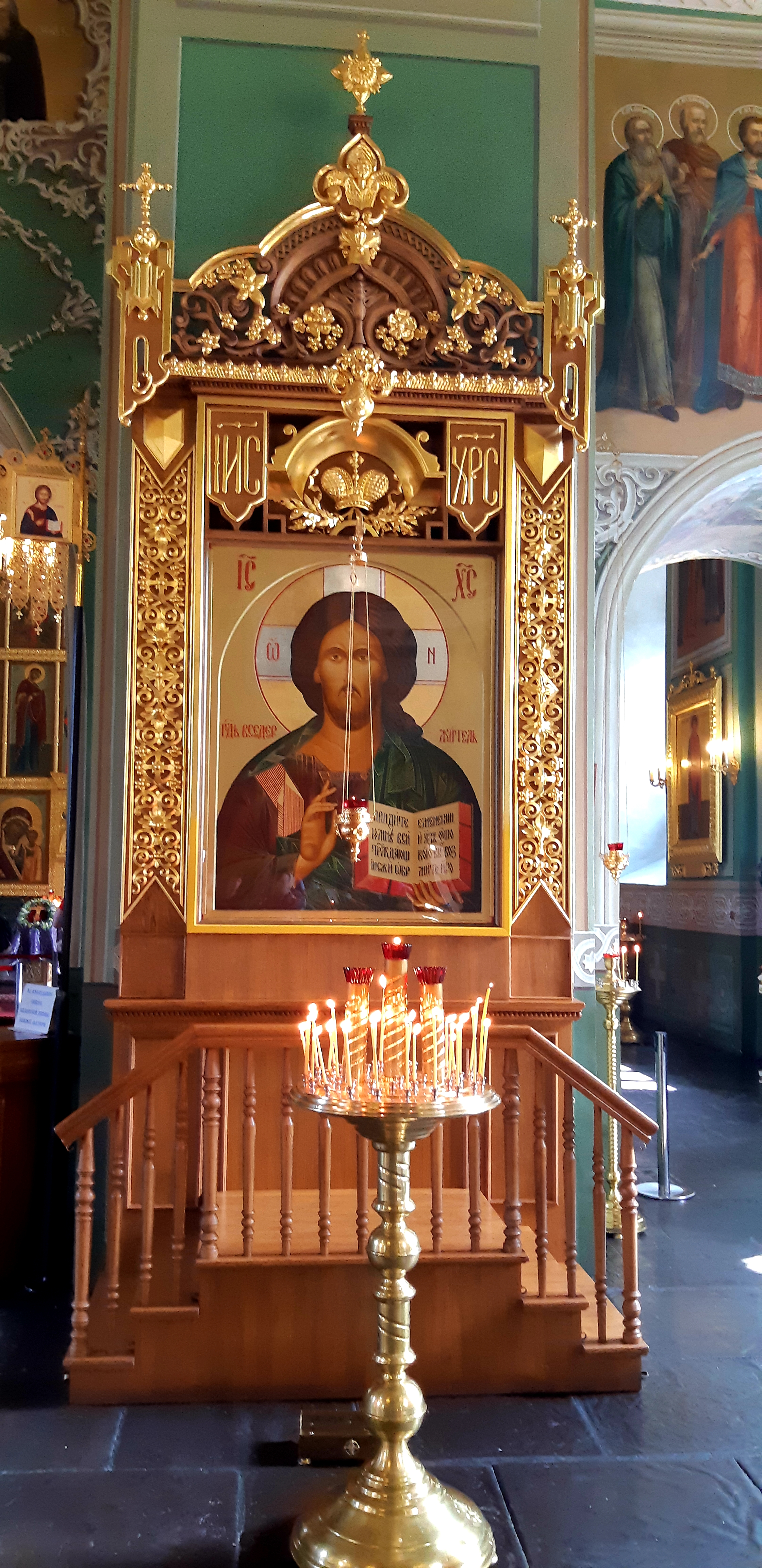
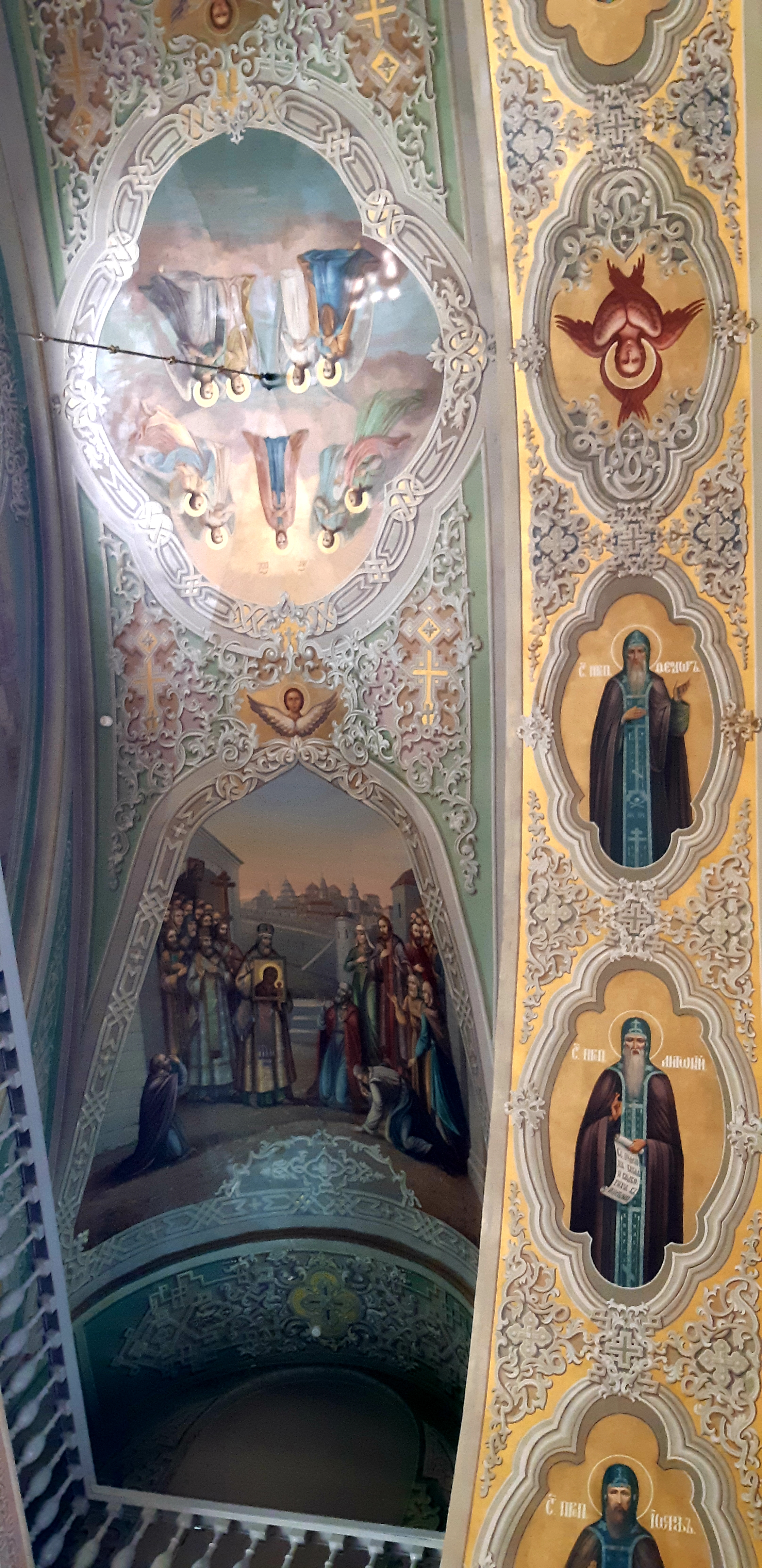